# Reinado de Amadeo I de España
El reinado de Amadeo I fue el primer intento en la historia de España de poner en práctica la forma de gobierno de la monarquía parlamentaria («monarquía popular» o «monarquía democrática», como se la llamó en la época), aunque se saldó con un sonoro fracaso ya que solo duró dos años (del día 2 de enero de 1871, en que fue proclamado como rey Amadeo I por las Cortes Constituyentes, al día 10 de febrero de 1873, en que presentó su abdicación). 
Entre las razones del fracaso se suele aducir el hecho de que el mismo día de la llegada a España del nuevo rey moría en Madrid el general Prim, víctima de un atentado que se había producido tres días antes. Prim, además de ser el principal valedor del nuevo monarca, era el líder del Partido Progresista, la fuerza política más importante de la coalición monárquico-democrática y cuya muerte abrió la pugna por la sucesión entre Práxedes Mateo Sagasta y Manuel Ruiz Zorrilla que a la larga acabó provocando la «traumática descomposición» de aquella coalición destinada a ser el sostén de la monarquía amadeísta. Como apuntó la historiadora Mª Victoria López-Cordón, «la deserción de las [fuerzas] que deberían haberla sustentado hizo imposible la experiencia». Por otro lado, la monarquía de Amadeo I no consiguió integrar a los grupos políticos de oposición que no reconocían la legitimidad del nuevo rey y que siguieron defendiendo su propio proyecto político —la República, la monarquía carlista o la monarquía alfonsina—.
El reinado de Amadeo I forma parte del período del Sexenio Democrático (1868-1874), que comienza con la Revolución de 1868 y que termina con la también fracasada Primera República Española (1873-1874).

## La elección de Amadeo de Saboya como rey de España

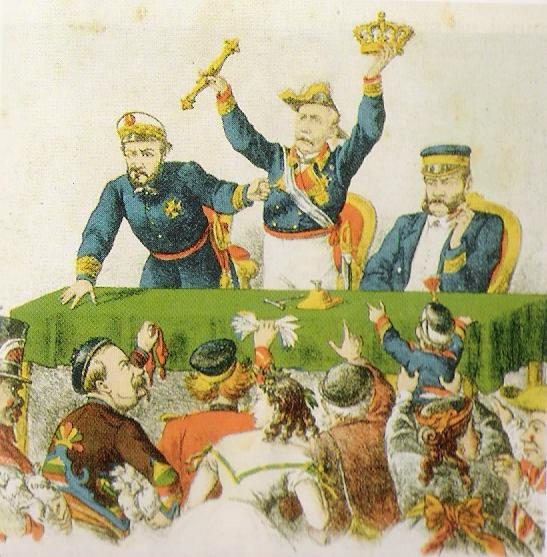
Prim, Serrano y Topete subastan la Corona española, La Flaca (1869).

Encontrar un rey se convirtió en un grave problema interno —las fuerzas políticas que habían derribado a Isabel II no se ponían de acuerdo en quién debería sustituirla: el duque de Montpensier, los unionistas; Fernando de Sajonia-Coburgo, los progresistas— y también internacional, pues se desataron las rivalidades entre las principales potencias europeas (todas ellas monarquías) para "colocar" cada una de ellas a "su" candidato en el trono vacante de la Corona de España. El gobierno español anunció la candidatura del príncipe prusiano Leopoldo de Hohenzollern-Sigmaringen, pero pronto encontró la negativa de Napoleón III que, en plena rivalidad con Prusia, entendía como una amenaza próxima el hecho de que dos territorios fronterizos con Francia estuviesen encabezados por miembros de la misma casa real. Incluso de aquí nació el pretexto para el inicio de la guerra francoprusiana de 1870-1871 [y cuyo resultado fue la victoria prusiana (a raíz de la cual nacería el Imperio Alemán), el destronamiento de Napoleón III y la proclamación de la Tercera República Francesa]. Igualmente Napoleón III se opuso a la candidatura de Antonio de Orleans, duque de Montpensier, dado el antagonismo entre las casas dinásticas francesas [los Bonaparte y los Orleans]; además el entronque familiar de Montpensier con los Borbones (era cuñado de la destronada Isabel II) hizo que esta opción fuera muy poco apoyada por los partidos monárquicos-democráticos españoles. Solo quedaba la candidatura italiana de la casa de Saboya, impulsada por Prim desde el verano de 1870 hasta convertirse en su principal valedor.

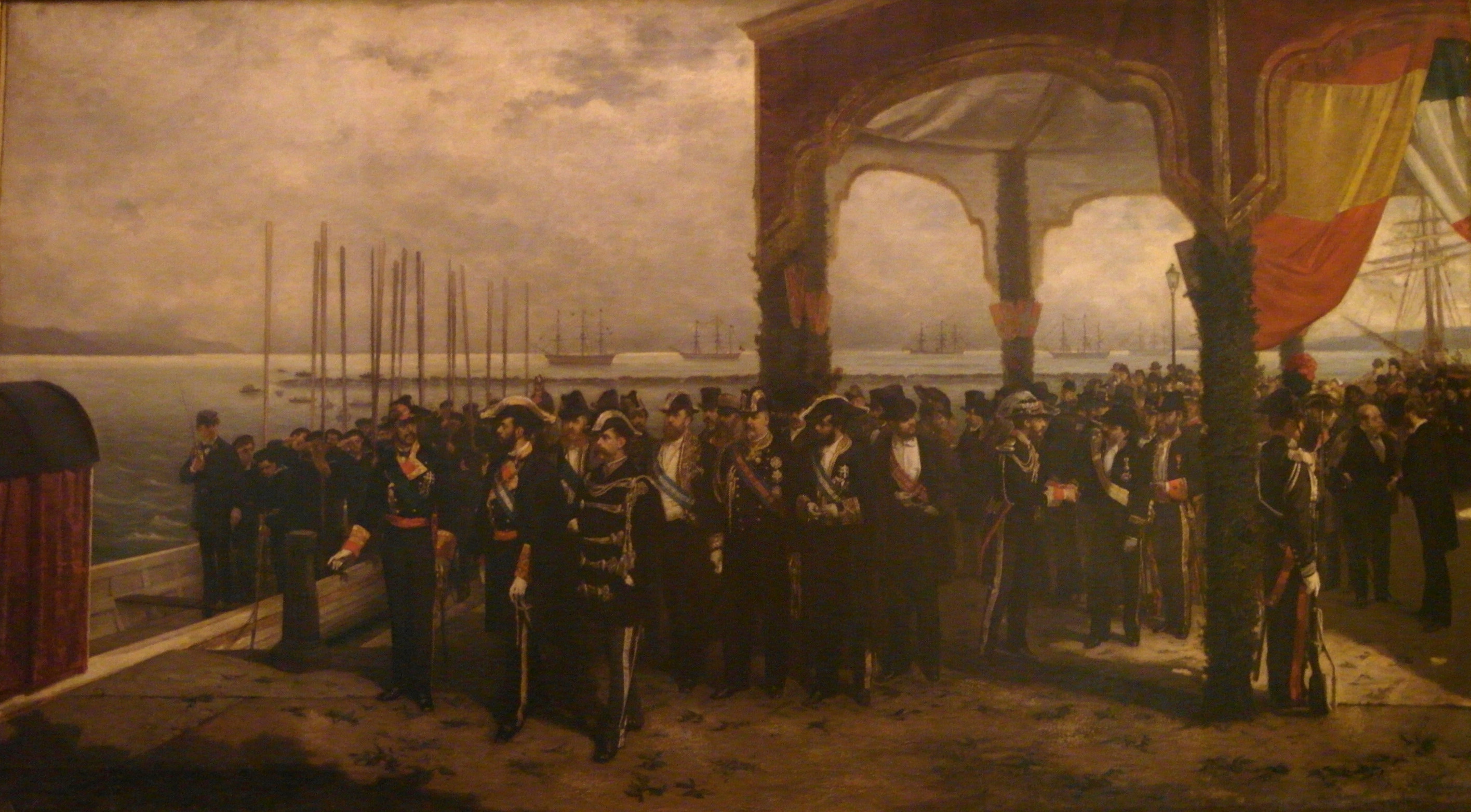
Embarque del rey Amadeo en el puerto de La Spezia, Italia en 1870, obra de Luis Álvarez Catalá.

El 16 de noviembre de 1870 las Cortes Constituyentes eligieron al duque Amadeo de Aosta, segundo hijo del rey de Italia Víctor Manuel II, como nuevo rey de España, con el nombre de Amadeo I. Votaron a favor 191 diputados, en contra 100 y hubo 19 abstenciones —60 votaron por la república federal, 27 por el duque de Montpensier, y 8 por el general Espartero—. “La solución no satisfacía más que a los progresistas y fue aceptada con enorme frialdad por la opinión pública española, que no llegó a sentir nunca el menor entusiasmo por el príncipe italiano”. El padre Luis Coloma en su famosa novela Pequeñeces hizo referencia a una “grotesca sátira” titulada “El Príncipe Lila” que se celebró en los jardines del Retiro de Madrid, “en la que designaban al monarca reinante con el nombre de Macarroni I” “mientras un gentío inmenso de todos los colores y matices aplaudía”.

## El primer año

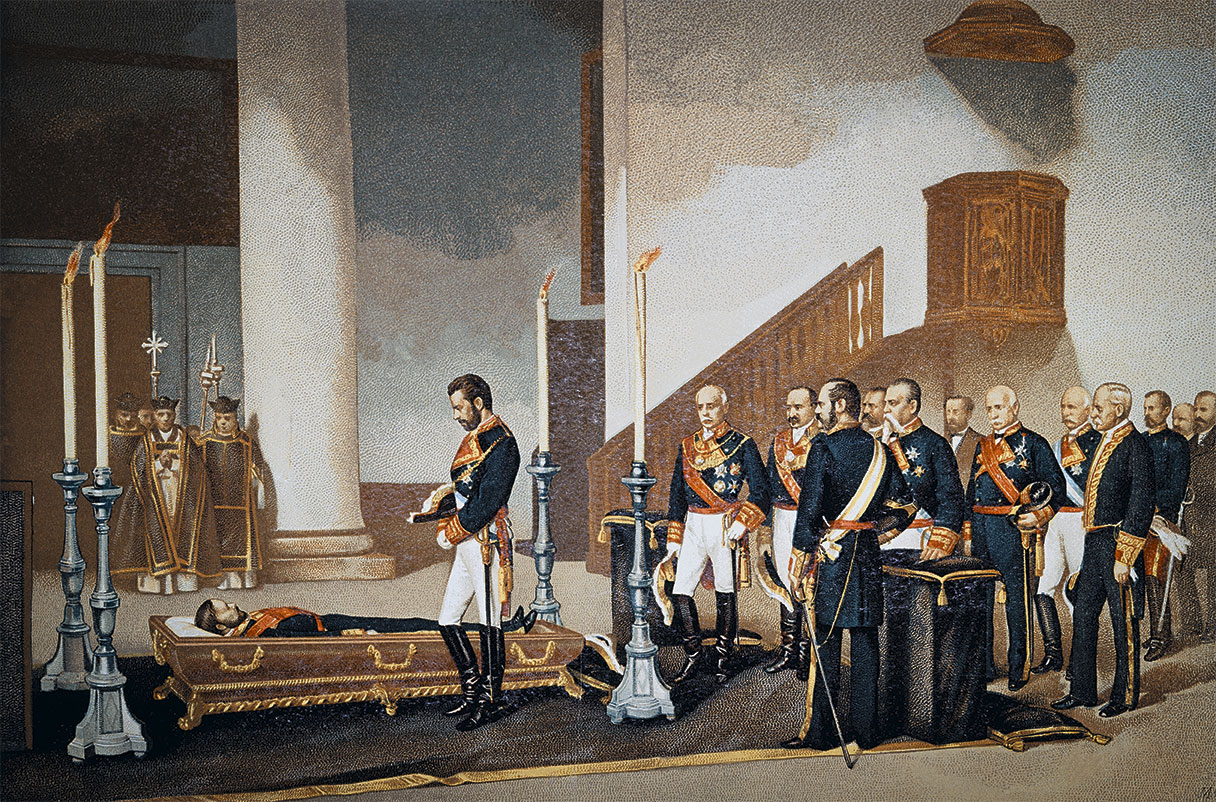
Amadeo I frente al féretro del general Prim. Obra de Antonio Gisbert, 1871.

El reinado de Amadeo I “no pudo abrirse con peores pronósticos” porque nada más desembarcar en España el 30 de diciembre de 1870 le comunicaron la noticia de que el general Prim, su principal valedor, había muerto víctima de un atentado que había tenido lugar en Madrid tres días antes cuando se dirigía del Congreso a su domicilio. Este hecho privó a Amadeo I de un apoyo indispensable, sobre todo en los primeros momentos, y que habría sido decisivo si tenemos en cuenta que el progresismo acabó escindido entre los dos herederos de Prim, Práxedes Mateo Sagasta y Manuel Ruiz Zorrilla.
El nuevo rey entró en Madrid el 2 de enero de 1871 y ese mismo día juró la Constitución de 1869 ante las Cortes. Más tarde se dirigió a la iglesia de la Virgen de Atocha donde se había instalado la capilla ardiente del general Prim, momento que inmortalizó el pintor Antonio Gisbert.

### El gobierno del general Serrano: el fracaso de la "conciliación"
Tras el asesinato del general Prim se había formado un gobierno de «conciliación» presidido por el Almirante Topete, petición de Prim en su lecho de muerte. En esta misma línea Amadeo I propuso a las Cortes como nuevo presidente del Consejo de Ministros al unionista general Serrano, que desde la promulgación de la Constitución de 1869 hasta el juramento del nuevo rey había sido el regente, para que formara un gobierno de «conciliación». Serrano cumplió las instrucciones del rey y formó un gobierno con todos los líderes de los grupos que integraban la coalición monárquico-democrática que sustentaba a la nueva monarquía: los progresistas Sagasta, que ocupó el ministerio de Gobernación, y Ruiz Zorrilla, Fomento; el demócrata monárquico o «cimbrio» Cristino Martos; o el unionista Adelardo López de Ayala, en Ultramar.

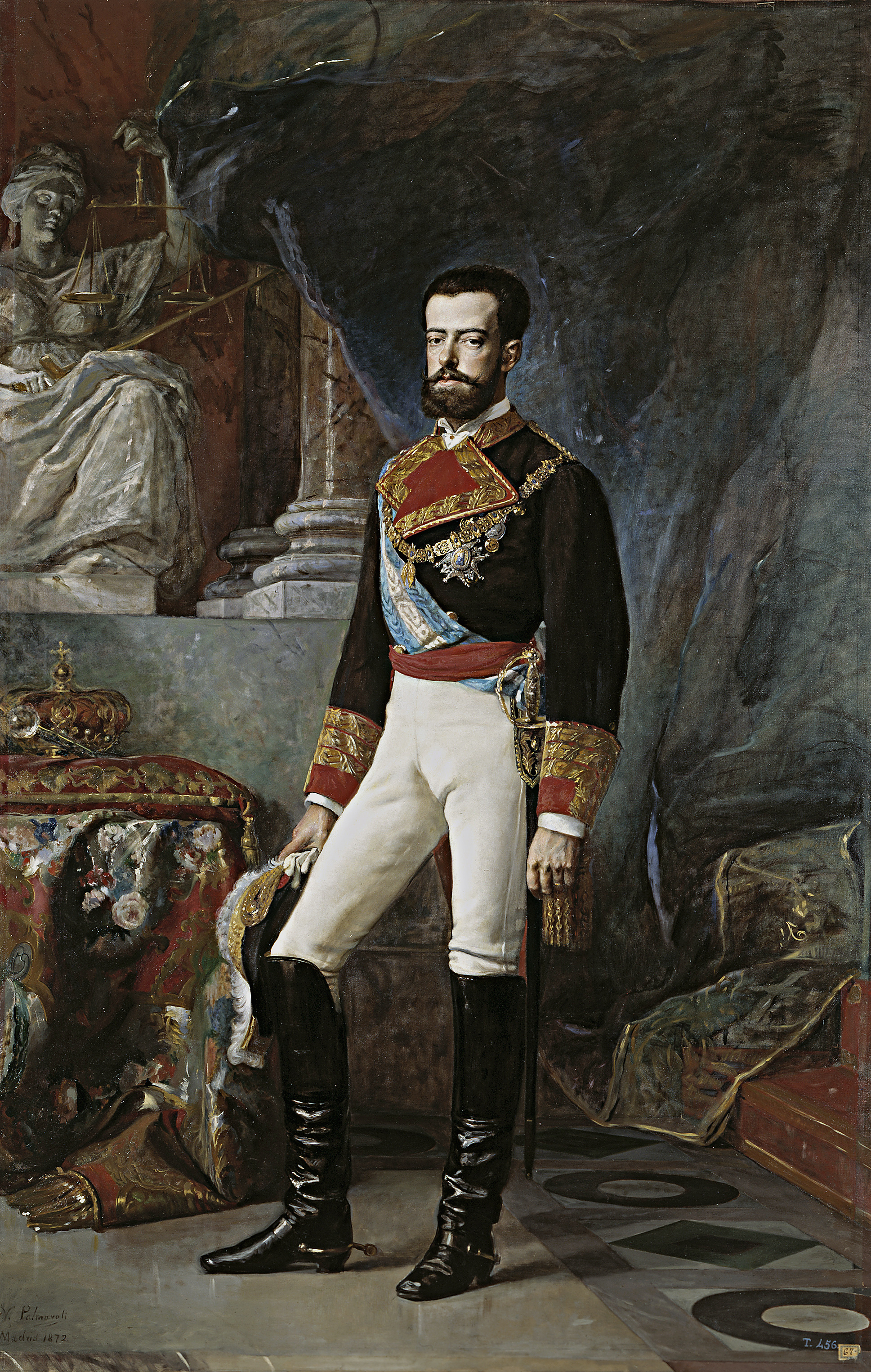
Amadeo I, rey de España.

El primer cometido del gobierno de Serrano, que algunos de sus miembros consideraban de «transición», fue preparar las primeras elecciones de la nueva Monarquía, con el fin de obtener una cómoda mayoría para la coalición gubernamental. Para ello se promulgó una ley electoral que volvió al viejo sistema moderado de los distritos en lugar de las circunscripciones provinciales, que había sido el sistema defendido hasta entonces por los progresistas y que había sido el utilizado en las elecciones constituyentes del 1869. Con este cambio el gobierno podía ejercer más fácilmente su «influencia moral» en la mayoría de los distritos que eran rurales. El objetivo de obtener una mayoría clara se cumplió aunque «la oposición [integrada por carlistas y republicanos federales] consiguió un elevado número de diputados que pesaba todavía más en las Cortes debido a la debilidad de la coalición gubernamental».
La coalición gubernamental obtuvo 235 escaños —unos 130 eran progresistas, más de 80 eran unionistas «fronterizos» o «aostinos» y unos 20 eran demócratas monárquicos—, los republicanos 52, los carlistas 51 y 18 los moderados. Por su parte los unionistas disidentes de Ríos Rosas, que seguían defendiendo la candidatura del duque de Montpensier, y los de Antonio Cánovas del Castillo, que defendían los derechos del príncipe Alfonso de Borbón, hijo de la reina destronada Isabel II, obtuvieron siete y nueve escaños respectivamente.

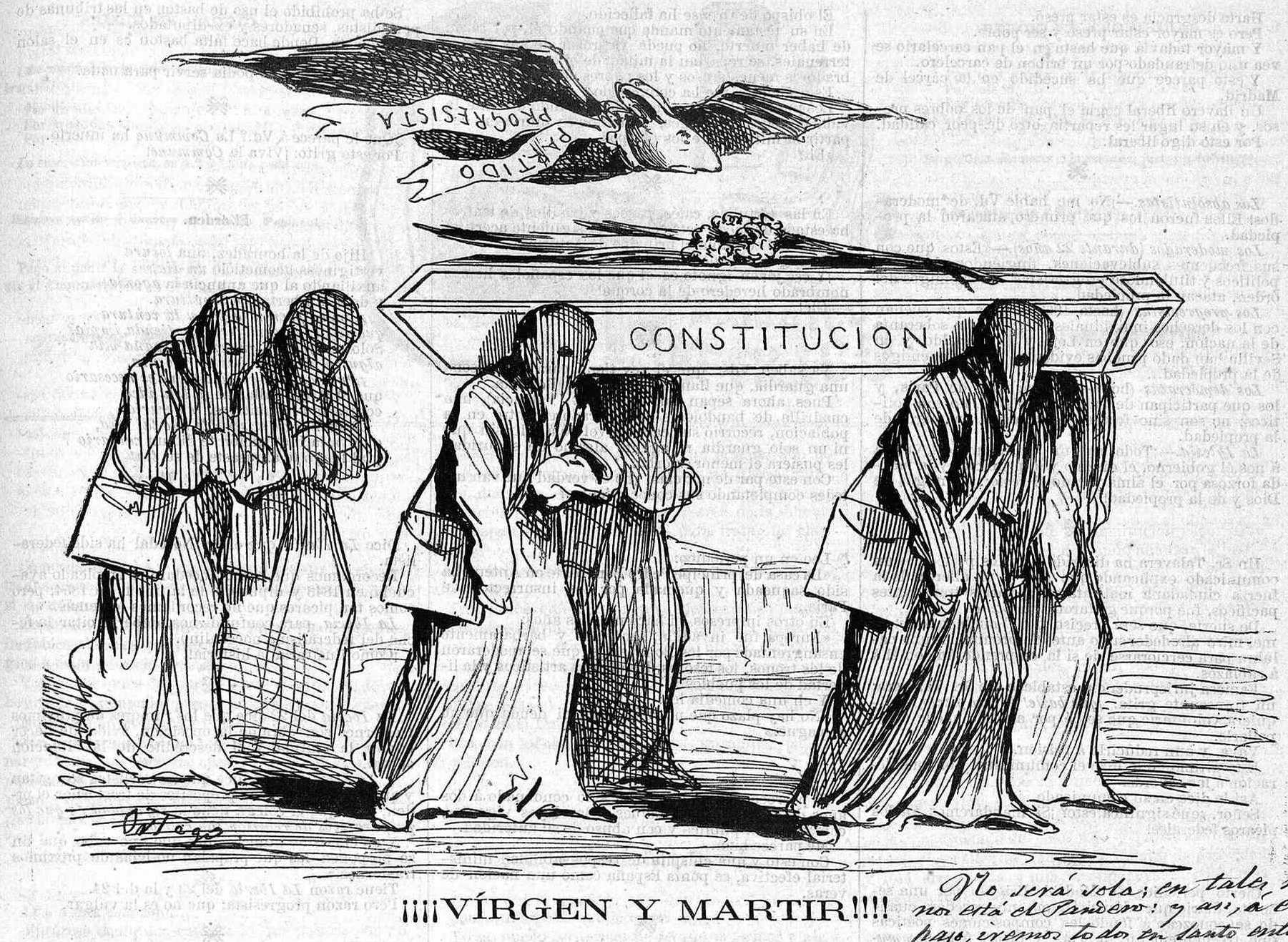
Caricatura de Francisco Ortego publicada en Gil Blas el 28 de mayo de 1871 con el título "¡¡¡¡Virgen y mártir!!!!". Representa el entierro simbólico de la Constitución tras la llegada a España de Amadeo y la formación del segundo gobierno del general Serrano. Sobrevuela el cortejo de penitentes un gran murciélago que representa al Partido Progresista.

Cuando el gobierno del general Serrano, y las Cortes tuvieron que acometer el desarrollo legislativo de los principios democráticos establecidos en la Constitución de 1869 (el jurado o la separación de la Iglesia y el Estado, por ejemplo) o afrontar los problemas que se iban planteando (la abolición de las quintas; la guerra y la abolición de la esclavitud en Cuba; la conflictividad social protagonizada por jornaleros y obreros; etc.) surgieron las fricciones. «Los unionistas fronterizos y los progresistas sagastinos pensaban que, coronada la Constitución con la dinastía Saboya, debía hacerse una política que conservara lo existente. Los demócratas y progresistas de Ruiz Zorrilla creían que la consolidación de lo conseguido dependía del establecimiento inmediato de un programa de reformas sociales, económicas y políticas».
Así pues, el enfrentamiento entre Sagasta y Ruiz Zorrilla se debió a sus diferencias en cuanto a la forma de afianzar la nueva monarquía parlamentaria. Sagasta, siguiendo la política que seguramente habría defendido el general Prim, propugnaba la conciliación con los unionistas del general Serrano, que serían los destinados a formar el partido de la derecha dinástica —el partido conservador— mientras el propio Sagasta al frente del Partido Progresista formaría la izquierda dinástica, el partido liberal, y al mismo tiempo propugnaba una política implacable con los enemigos del régimen, los carlistas y los republicanos federales. Por el contrario Manuel Ruiz Zorrilla defendía mantener la alianza de los progresistas con los demócratas monárquicos o «cimbrios» mediante la aplicación de una política reformista avanzada que en último término buscaría integrar en la nueva monarquía parlamentaria a los republicanos, al hacerles ver que dentro de ella también podían alcanzar sus objetivos. Para Sagasta esta política era poner la monarquía en manos de sus enemigos e incluso desconfiaba del compromiso con la misma de Ruiz Zorrilla y de sus seguidores, y por eso rechazaba de plano la colaboración parlamentaria con los republicanos, que sí defendía Ruiz Zorrilla.

### La oposición a la Monarquía de Amadeo I
La alta nobleza y la jerarquía eclesiástica no reconocieron a la nueva monarquía amadeísta. En principio porque era la institucionalización de la Revolución de 1868 que había puesto fin a la Monarquía isabelina en la que gozaban de una posición privilegiada y porque temían que el nuevo poder iba a acabar con ellos o que iba a ser la antesala de republicanos y de “socialistas” contrarios a la propiedad y al Estado confesional. La alta nobleza adoptó una postura casticista, arrogándose la defensa de unos supuestos valores nacionales frente al “rey extranjero”, que se tradujo en el boicot a la corte y en los continuos desaires a la persona del rey Amadeo, ante el que no disimulaban su fidelidad a los borbones destronados. El episodio más conocido fue la llamada “Rebelión de las Mantillas” que relató el padre Luis Coloma en su conocida novela Pequeñeces:

Ellas, con sus alardes de españolismo y sus algaradas aristocráticas, habían conseguido hacer el vacío en torno de Don Amadeo de Saboya y la reina María Victoria, acorralándolos en el Palacio de Oriente, en medio de una corte “cabos furrieles y tenderos acomodados”, según la opinión de la duquesa de Bara; de “indecentillos”, añadía Leopoldina Pastor, que no llegaban siquiera a indecentes. Las damas acudían a la Fuente Castellana, tendidas en sus carretelas, con clásicas mantillas de blonda y peineta de teja, y la flor de lis, emblema de la  Restauración, brillaba en todos los tocados que se lucían en teatros y saraos

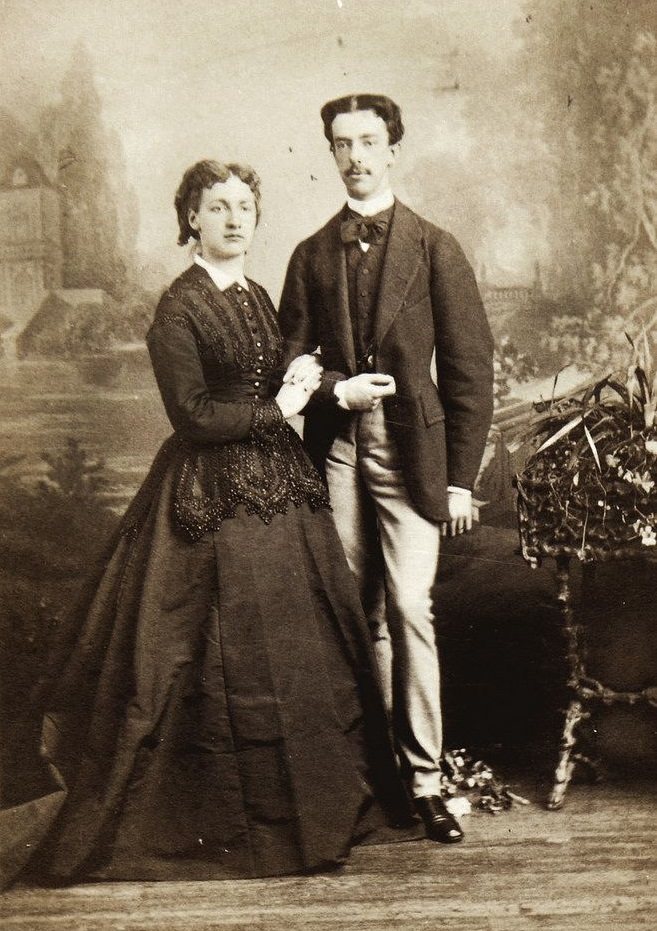
El rey Amadeo de Saboya y su mujer María Victoria del Pozzo.

Por su parte la jerarquía eclesiástica veía en el rey Amadeo al hijo del rey de Italia Víctor Manuel II que había “despojado” al Papa Pío IX de los Estados Pontificios; y además se oponía a la libertad de cultos y a otras medidas que podían culminar con la completa separación de la Iglesia y el Estado. Y hay que tener presente que “la jerarquía, investida del espíritu intolerante y combativo que le había proporcionado el Syllabus, ejercía una notoria influencia no sólo en las clases medias, en su mayoría católicas, sino también en el mundo rural, donde el párroco se constituía muchas veces en intérprete de los sucesos que llegaban de fuera”.
El vacío de la “vieja nobleza” lo intentó llenar Amadeo I con el ennoblecimiento de miembros de la burguesía industrial y financiera que sí apoyó a la nueva monarquía democrática, aunque también en este grupo social hubo deserciones sobre todo por parte del sector más ligado al tema cubano, debido a los proyectos abolicionistas de la esclavitud en Cuba y Puerto Rico de los gobiernos radicales, y de la burguesía industrial catalana que se oponía al librecambismo puesto en marcha en 1869 y que los radiciales continuaban defendiendo.

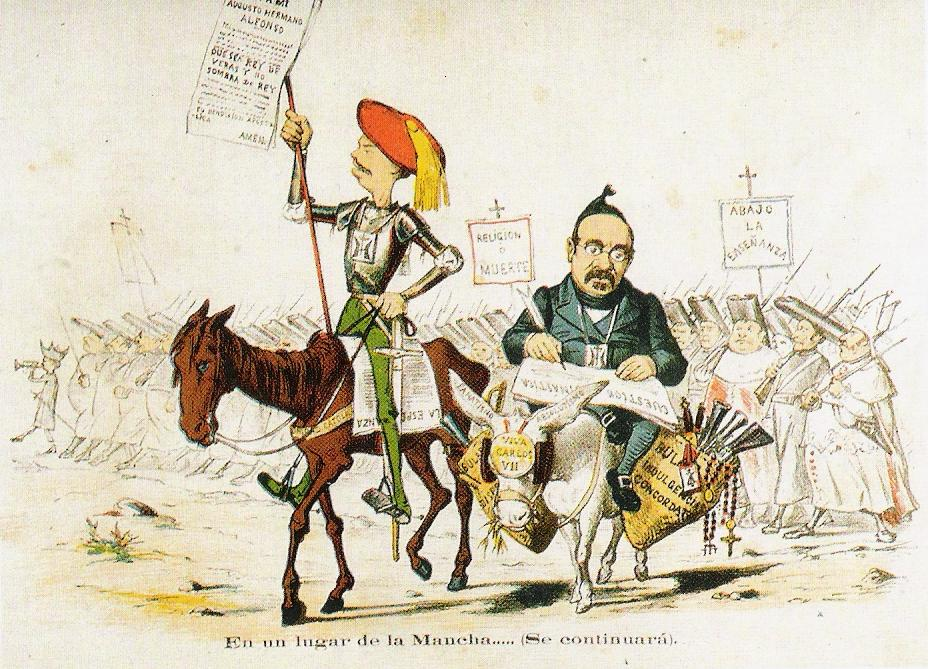
Caricatura de La Flaca de agosto de 1869 en la que aparece el político neocatólico Cándido Nocedal como Sancho Panza y el pretendiente carlista Carlos VII como Don Quijote. La Iglesia católica aparece como telón de fondo.

Los carlistas, que desde 1868 habían experimentado un auge sin precedentes ampliando su influencia más allá de sus feudos tradicionales en el País Vasconavarro, el interior de Cataluña y el norte de Valencia, reivindicaban la monarquía tradicional, encarnada en la figura del pretendiente Carlos VII (nieto de Carlos María Isidro de la Primera Guerra Carlista). Al principio tuvo más peso el sector “neocatólico” encabezado por Nocedal que defendía la “vía legal”, es decir, alcanzar un gran peso en las Cortes a través de las elecciones, llegándose a presentar en coalición con los republicanos en las primeras elecciones a Cortes ordinarias y consiguiendo un buen resultado con 51 diputados y 21 senadores. “La elección de Amadeo I les irritó profundamente y a partir de ese momento sólo la influencia que Nocedal y el ala legalista ejercieron sobre don Carlos pudieron contener levantamientos prematuros. […] En septiembre de 1871, don Carlos, quizá contra sus propios deseos, tuvo que frenar una vez más a sus partidarios”.
Los republicanos se oponían a cualquier tipo de monarquía y continuaban defendiendo la República Federal, algo que veían a su alcance tras la caída del Segundo Imperio en Francia. Pero en el Partido Republicano Federal convivían bajo «el manto mítico de la República» diversos proyectos políticos, desde los defensores a ultranza del derecho de propiedad hasta «socialistas», y desde los que propugnaban la república «unitaria» —un sector muy minoritario— hasta los que defendían el Estado Federal siguiendo el modelo de Estados Unidos y de Suiza que constituían el sector mayoritario, con Francisco Pi y Margall y Nicolás Salmerón a su frente. También, como en el carlismo, existía la oposición entre los partidarios de la «vía legal», que no rehusaban la colaboración con los radicales de Manuel Ruiz Zorrilla, frente a los se que decantaban por la «vía insurreccional».

### El primer gobierno de Ruiz Zorrilla: la división de los progresistas
El 15 de julio de 1871 los ministros demócratas y progresistas "radicales" Martos, Ruiz Zorrilla, Beránger y Moret dimitieron para poner fin al gobierno de "conciliación" de Serrano, dar paso al "deslinde de los campos" entre conservadores y radicales de la coalición gubernamental y formar un gobierno homogéneo. El rey, que seguía siendo partidario de la "conciliación", no tuvo más remedio entonces que nombrar el 24 de julio como nuevo presidente del gobierno a Manuel Ruiz Zorrilla. "Esta solución supuso la derrota de los unionistas, pero también la de Sagasta y los suyos en su proyecto de mantener la unión mientras el nuevo régimen peligrara".

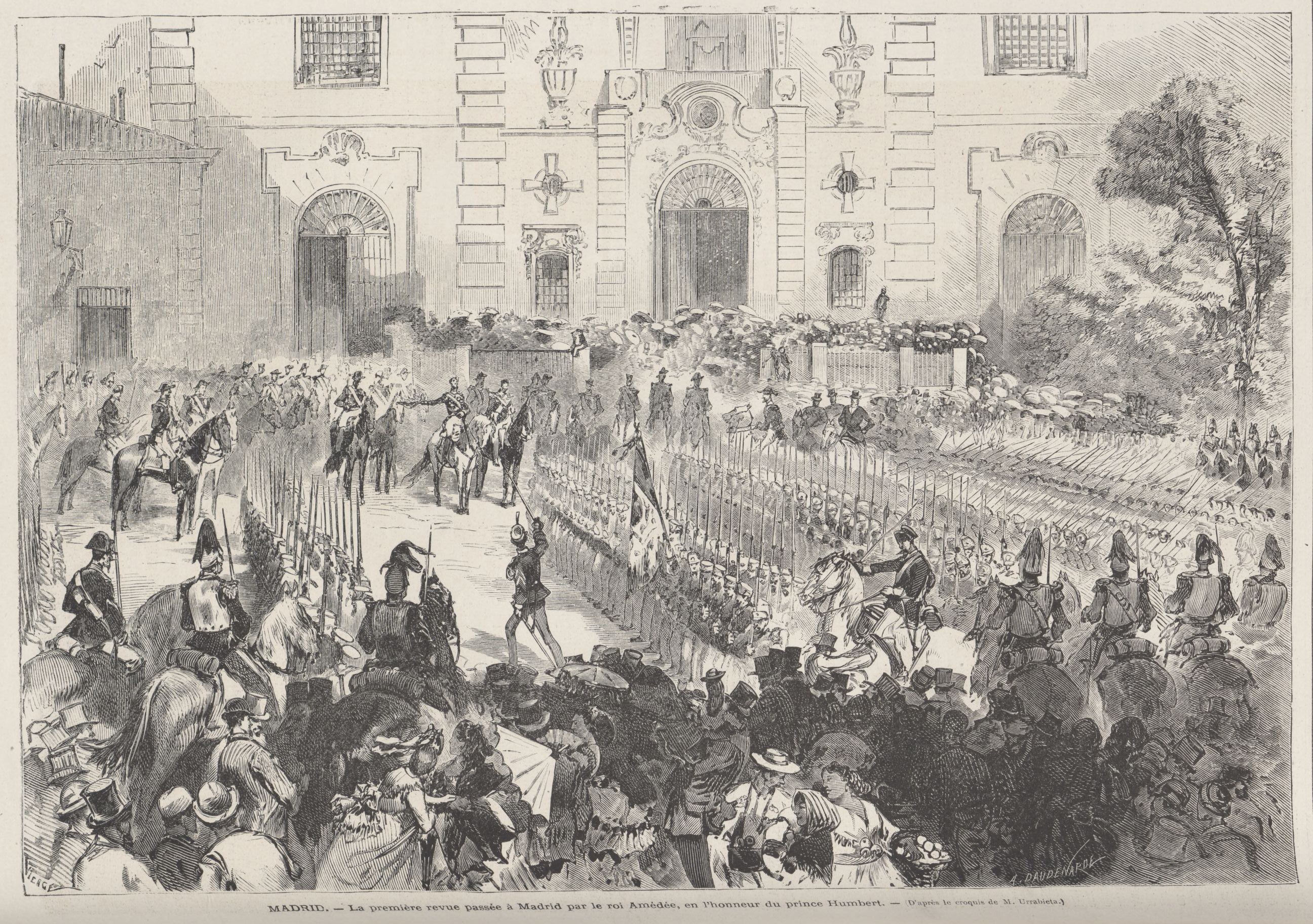
Revista de tropas en Madrid por parte de Amadeo I, dibujo de Daniel Urrabieta Vierge publicado en Le Monde Illustré el 9 de septiembre de 1871.

En principio Ruiz Zorrilla intentó que entraran en su gobierno los progresistas de Sagasta pero este se negó porque, como explicó en el Congreso, el régimen no podía salvarse con una política «exclusiva de partido». Entonces Manuel Ruiz Zorrilla formó gobierno únicamente con los progresistas de su facción y con los demócratas y en el que él mismo asumió la cartera de Gobernación, con Eugenio Montero Ríos en Gracia y Justicia, el general Fernando Fernández de Córdova en Guerra, Servando Ruiz Gómez en Hacienda, Santiago Diego Madrazo en Fomento, Tomás María Mosquera en Ultramar, y el vicealmirante José María Beránger en Marina. Cristino Martos no aceptó el ministerio de Estado y no formó parte del gobierno, que presentó su programa ante las Cortes el 25 de julio y cuyo lema fue «libertad, moralidad, civismo».
Los demócratas consiguieron que Ruiz Zorrilla nombrara a Salustiano Olózaga, presidente del Congreso de Diputados, embajador en París y que a continuación presentara a líder demócrata Nicolás María Rivero para que ocupara el puesto que había quedado vacante. Ante esta maniobra los progresistas "sagastinos" propusieron al propio Sagasta para el puesto, intentando evitar así que un miembro destacado del grupo de los demócratas, a los que consideraban más cercanos a la República que a la Monarquía, lo ocupara. Ruiz Zorrilla y Sagasta se reunieron el 1 y el 2 de octubre de 1871 para evitar la ruptura del partido progresista pero la oferta de Sagasta de retirar las dos candidaturas y pactar un candidato de consenso fue rechazada por Ruiz Zorrilla porque ello supondría que los demócratas se unirían a los republicanos acabando con su proyecto reformista "radical" para afianzar la monarquía. Durante esa conversación Sagasta le dijo a Ruiz Zorrilla:

Puesto tú en la alternativa de eliminar a los cimbrios —los demócratas— o de dividir al Partido Progresista, una parte del cual quiere que su credo prevalezca y se ejecute fielmente, tú no has vacilado, te quedas con los cimbrios y rompes con tus amigos de siempre; las consecuencias serán funestas para todos, pero la culpa no es mía

En la votación para la presidencia del Congreso celebrada el 3 de octubre ganó Sagasta a Rivero por 123 votos contra 113 —solo hubo dos votos en blanco—, por lo que a continuación Ruiz Zorrilla, que entendió el resultado como un voto de censura al gobierno, presentó la dimisión.
El rey Amadeo I acababa de volver de un viaje que había realizado por varias provincias del este de España junto a su esposa y que había sido organizado por el gobierno para aumentar su popularidad y en el que había pasado por Logroño para visitar al general Espartero —que estaba retirado aunque seguía gozando de una enorme popularidad entre los liberales progresistas que lo consideraban su "patriarca"— y quien le aseguró su lealtad porque había sido elegido por la "voluntad nacional". Cuando Amadeo I se entrevistó con Ruiz Zorrilla éste le pidió que disolviera las Cortes y convocara nuevas elecciones, a lo que el rey se negó porque no vio ninguna razón constitucional o parlamentaria para hacerlo —no había perdido la mayoría parlamentaria que lo apoyaba ni había habido formalmente ningún voto de censura contra el mismo—, valoración que vio confirmada cuando se entrevistó con Sagasta quien le aseguró que él y sus seguidores seguían apoyando el programa que el gobierno había presentado el 25 de julio, por lo que le pidió al rey que hiciera entrar en razón a Ruiz Zorrilla para que continuara al frente del consejo de ministros.

### El gobierno de Malcampo: el fracaso de la reunificación de los progresistas

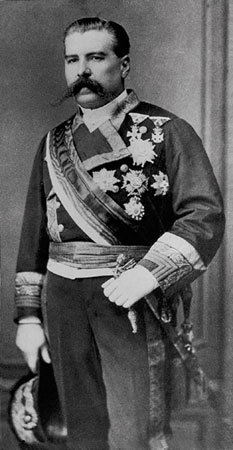
Contralmirante José Malcampo, presidente del gobierno entre el 5 de octubre y el 21 de diciembre de 1871

Como Ruiz Zorrilla no cambió de opinión, entonces el rey, después de recibir la negativa del general Espartero para presidir el nuevo gobierno alegando su avanzada edad, encargó la formación de gobierno a Sagasta pero éste le propuso, para que no pareciera que hacía oposición a Ruiz Zorrilla, que nombrara en su lugar a otro progresista de su grupo, el contralmirante José Malcampo —un marino que había acompañado al vicealmirante Topete en la Revolución de 1868, "lo que le daba prestigio y autoridad revolucionarias, y se creía difícil que se le pudiera calificar como «reaccionario» por los radicales, presunción inocente en la que fallaron"—. Su gobierno sirvió de puente al que finalmente encabezó el propio Sagasta el 21 de diciembre de 1871, pero el partido progresista, la principal fuerza política que sustentaba a la Monarquía de Amadeo I, se había roto en dos: un sector más conservador y cercano a los planteamientos de la Unión Liberal encabezado por Práxedes Mateo Sagasta, y otro más avanzado encabezado por Manuel Ruiz Zorrilla, que se autodenominaba "progresista democrático" o también Partido Radical y que integraba a los demócratas monárquicos o “cimbrios” liderados por Cristino Martos y por Nicolás María Rivero.
El sector progresista encabezado por Sagasta no abandonó la idea de lograr la reunificación del Partido Progresista pero sobre la base de su programa "histórico" que anteponía la soberanía nacional a los derechos individuales por lo que estos podrían ser regulados por las Cortes para asegurar la compatibilidad entre la libertad y el orden, mientras que los demócratas y los "zorrillistas" defendían la ilegislabilidad de los mismos y que de las extralimitaciones en su uso se ocuparan los tribunales de justicia. De esta forma lo que Sagasta pedía a Ruiz Zorrilla es que abandonara su alianza con los demócratas o que estos aceptaran la superioridad del principio de la soberanía nacional. Por eso Sagasta entendió el gobierno de Malcampo como un «Ministerio de transición» a la espera de la reunificación progresista y por eso también los ministros del gabinete eran exclusivamente progresistas —no se incluyó ningún miembro de la Unión Liberal— y el programa de gobierno que presentó en las Cortes el nuevo presidente fue el mismo que había propuesto Ruiz Zorrilla el 25 de julio.
Sin embargo la primera respuesta de los "zorrillistas" fue proclamar unilateralmente a su líder como "jefe activo del Partido Progresista democrático", reconociendo como "jefe pasivo" del mismo al general Espartero —Manuel Ruiz Zorrilla seguía convencido de que "con reformas económicas y sociales, acercaría la monarquía democrática al pueblo, alejándolo del federalismo y del socialismo, y haría que en un futuro cercano la benevolencia republicana se transformara en fusión en el partido liberal"—. Ante esta iniciativa los progresistas de Sagasta constituyeron el 20 de octubre su propia Junta directiva del Partido Progresista democrático, con lo que se formalizó la ruptura del mismo. Los intentos de algunos grupos y de personalidades progresistas como Ángel Fernández de los Ríos de recomponer la unidad del partido fracasaron —la apelación a los viejos líderes como Salustiano Olózaga o el general Espartero tampoco funcionó porque ambos se decantaron por el sector de Sagasta—.

#### El debate en las Cortes sobre la ilegalización de la sección española de la AIT

Emblema del Consejo Federal de España de la AIT.

Una oportunidad para la reunificación se planteó cuando el gobierno de Malcampo, deseoso de mostrar al país que la monarquía democrática no era sinónimo de desorden o de «anarquía mansa», propuso a la Cortes que votaran a favor de la ilegalización de la sección española de la Asociación Internacional de Trabajadores (AIT) que se había fundado en junio del año anterior en un congreso celebrado en Barcelona, al considerarla fuera de la Constitución. El motivo de fondo era la enorme repercusión que había tenido la insurrección obrera de la Comuna de París de marzo-mayo de 1871 y que había extendido el temor al “socialismo” entre las clases propietarias de toda Europa —de hecho cuando en la festividad del 2 de mayo los internacionalistas intentaron celebrar un banquete de confraternidad entre españoles y franceses fue disuelto por la “partida de la porra”, “que el gobierno utilizaba para llevar la violencia más allá de los límites que fijaba la ley”—.
Los unionistas de Serrano y los progresistas del sector de Sagasta, que apoyaban al gobierno, estaban a favor de la ilegalización, postura a la que también se sumaron los diputados carlistas porque consideraban a los internacionalistas los «enemigos de la sociedad» , mientras que los republicanos estaban en contra porque defendían el inalienable derecho de asociación y veían la medida como obra de la «reacción». El problema se planteó en el seno del grupo de Ruiz Zorrilla porque, por un lado, estaban de acuerdo con los republicanos en que el derecho de asociación debía prevalecer, pero por otro lado no querían que las clases medias y conservadores, e incluso por el propio rey, los vieran como defensores del "desorden" que personificaban los internacionalistas y que se había manifestado en la Comuna de París. La solución final que adoptó Ruiz Zorrilla fue no apoyar al gobierno de Malcampo, pero tampoco a los republicanos, por lo que optó por la abstención, perdiéndose así una última oportunidad para la reunificación de los progresistas. Para el historiador Jorge Vilches, este momento fue decisivo porque el voto a favor del gobierno, "habría hecho posible la conversión del progresista en el partido liberal que turnase con los unionistas transformados en los conservadores constitucionales. Este sistema de partidos podría haber dado mayor estabilidad que el que pretendía [Ruiz Zorrilla], y, por consiguiente, culminar con éxito el intento de afianzar en España una monarquía constitucional que asegurara la libertad y el orden". El 10 de noviembre de 1871 tuvo lugar la votación en las Cortes, en la que 192 diputados —unionistas, progresistas "sagastinos" y carlistas— se manifestaron a favor de la prohibición de la AIT y 38 en contra —los republicanos federales—.
Sin embargo, la prohibición de la AIT votada en las Cortes no llegó a aplicarse a causa de la intervención del fiscal del Tribunal Supremo que insistió en que la Constitución de 1869 al reconocer el derecho de asociación amparaba a la AIT. Así pues la sección española de la AIT pudo continuar con sus actividades consiguiendo extenderse fuera de Cataluña, especialmente entre los jornaleros de Andalucía y los obreros y artesanos de Valencia y Murcia, y celebrando su segundo Congreso en Zaragoza en abril de 1872, en el que se impusieron las tesis bakuninistas, lo que quedó confirmado en el Congreso de Córdoba celebrado entre el 25 de diciembre de 1872 y el 3 de enero de 1873.

#### Voto de censura al gobierno y suspensión de las Cortes
El 13 de noviembre, solo tres días después de su derrota en la votación de la ilegalización de la AIT, los radicales de Ruiz Zorrilla presentaron un voto de censura contra el gobierno de Malcampo, al que un periódico "zorrillista" calificó de "Ministerio pirata", aduciendo que se había apropiado indebidamente del gobierno. La razón última de la decisión era que pretendían acceder al gobierno antes de que el de Malcampo pudiera convocar elecciones y obtener una mayoría en el Congreso, ya que estaba a punto de finalizar el plazo de cuatro meses que la Constitución fijaba entre elección y elección. Los carlistas vieron su oportunidad y presentaron un moción sobre asociaciones religiosas esperando que se sumaran a ella los republicanos y los radicales y así derribar al gobierno, en lo que estaban de acuerdo los tres grupos. Cuando el 17 de noviembre las votaciones mostraron que el gobierno se encontraba en minoría en las Cortes, pues solo encontró el apoyo de los progresistas "históricos" de Sagasta y los "unionistas" que sumaron 127 diputados frente a los 166 de carlistas, radicales y republicanos, el gobierno consiguió del rey el decreto de suspensión de las Cortes y Malcampo no se vio obligado a dimitir. "El rey explicó a su padre [el rey de Italia], que había firmado el decreto por el escándalo que había producido la unión de los radicales con los antidinásticos [carlistas y republicanos]. [...] Cuando se levantó la sesión, los federales gritaron: «¡Viva la República!»". Algunos radicales llegaron a calificar la decisión del rey, aun reconociendo que era constitucional, como «golpe de estado».

#### Elecciones municipales
Los radicales continuaron con su oposición frontal al gobierno y en las elecciones municipales del 9 de diciembre se volvieron a coaligar con los partidos antidinásticos, aunque esta vez solo con el Partido Republicano Federal. El resultado de las elecciones, en las que la abstención fue alta —entre el 40 y el 50%—, fue muy controvertido pues todos los partidos se atribuyeron la victoria. El diario "zorrillista" El Imparcial afirmó que el gobierno había sido derrotado porque de los 600 municipios importantes, solo 200 había sido ganados por los ministeriales, mientras que los otros 400 habían sido ganados por los contrarios al gobierno —250 los radicales, 180 los republicanos y 50 los carlistas—. En cambio si solo se contabilizaban las capitales de provincia el resultado había sido favorable al gobierno, como así se apresuró a presentárselo al rey el ministro de la Gobernación, pues los candidatos gubernamentales habrían ganado en 25 —entre ellas Barcelona, Sevilla, Cádiz y Málaga— mientras que los opuestos al gobierno habrían sumado 22 —de ellas los radicales solo 3, aunque una era Madrid, mientras los republicanos conseguían 14, entre ellas Valencia, La Coruña y Granada, y los carlistas 5—. Así que el rey no hizo caso a los requerimientos de Ruiz Zorrilla para que le entregara el poder a él con el argumento de que el gobierno había sido derrotado en las elecciones.

#### El fin del gobierno Malcampo y el nombramiento de Sagasta
Tras las elecciones municipales el rey dio un plazo de una semana al gobierno para que reabriera las Cortes, siendo consciente de que cuando esto sucediera el gobierno se vería obligado a dimitir. Por eso aseguró a los líderes políticos que su sustituto, al que concedería el decreto de disolución de las Cortes y la convocatoria de nuevas elecciones, sería aquel que reuniera el «maggior numero di voti dinastici» [el que obtuviera el mayor número de votos de los partidos dinásticos], con lo que invalidaba las maniobras de radicales, republicanos y carlistas para sumar sus diputados para derribar al gobierno. Finalmente, Malcampo, que desde el 17 de noviembre no veía sentido a la continuidad de su gobierno pues cada vez estaba más lejana la posibilidad de reunificar el partido progresista, dimitió el 19 de diciembre anticipándose a la reapertura de las Cortes. El designado para sustituirle fue Práxedes Mateo Sagasta, siguiendo la práctica parlamentaria de que cuando un presidente del gobierno dimitía sin causa constitucional o pérdida de la mayoría, le debía sustituir el presidente del Congreso. Sagasta formó su gobierno dos días después.

## El segundo año
“Si en 1871 se habían sucedido las crisis gubernamentales, en 1872 la insistencia de esas mismas crisis redundó en un progresivo deterioro de la vida política y parlamentaria. Un desequilibrio político de efectos nefastos para la monarquía de Amadeo I”.

### El gobierno de Sagasta: los conservadores constitucionales en el poder

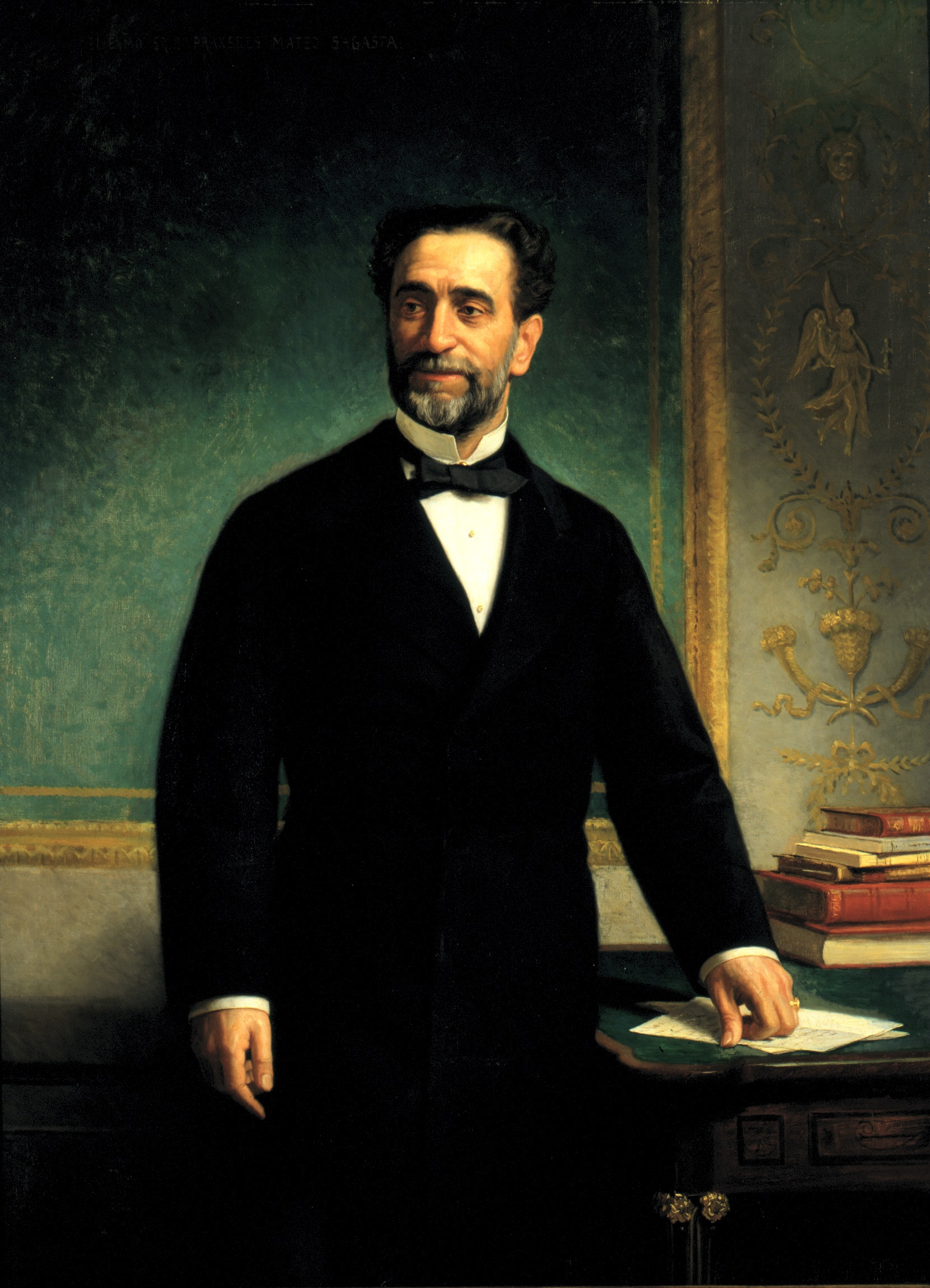
Práxedes Mateo Sagasta.

En principio Sagasta ofreció una amplia participación en su gobierno a los radicales de Ruiz Zorrilla —cuatro carteras, la mitad del gabinete— pero estos rechazaron la oferta, porque eso supondría separarse de los demócratas y la ruptura del pacto de benevolencia con los republicanos —en el encuentro que mantuvieron Sagasta y Ruiz Zorrilla, éste le contestó que él ya era algo más que progresista, era radical—. Sagasta se vio entonces obligado a buscar la alianza con los unionistas del general Serrano que se integraron en su gobierno, aunque con una sola cartera, la de Ultramar, que ocupó el almirante Topete. El resto eran progresistas «históricos» incluido el anterior jefe de gobierno, el contraalmirante José Malcampo, que se encargó de las carteras de Guerra y de Marina: Bonifacio de Blas, Santiago de Angulo, Francisco de Paula Angulo y Alonso Colmenares.

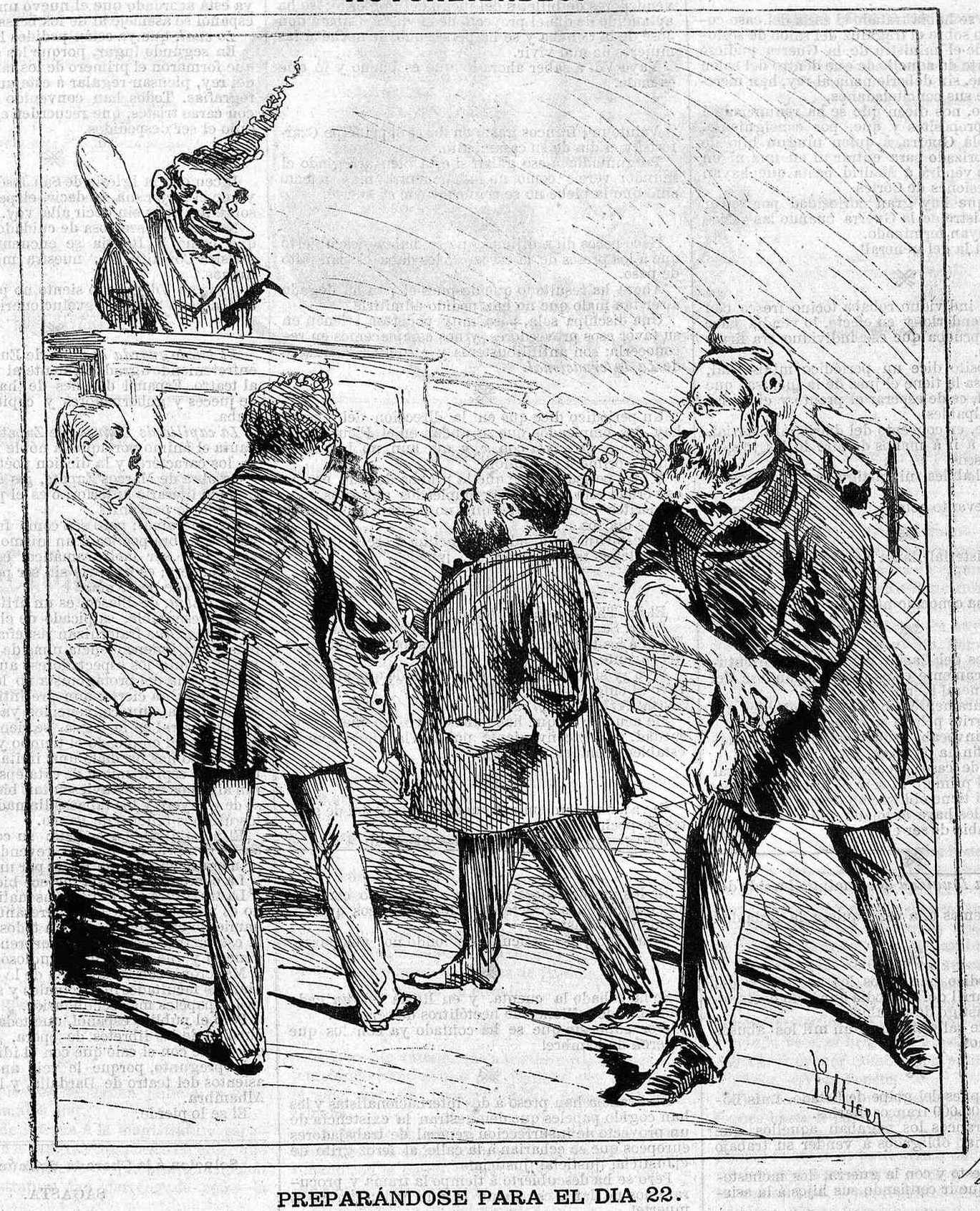
Caricatura de José Luis Pellicer publicada en Gil Blas el 14 de enero de 1872 con el título "Preparándose para el día 22". Aparece en primer plano el líder republicano federal Francisco Pi y Margall, tocado con el gorro frigio, arremangándose para el combate dialéctico que iba a mantener con el nuevo jefe del gobierno Sagasta que aparece su característico tupé y con la porra, que simboliza su poder para amañar las elecciones desde el Ministerio de la Gobernación.

En la presentación del nuevo gobierno ante las Cortes el 22 de enero de 1872 Sagasta lo definió como progresista conservador, pues pretendía mantener los derechos de la Constitución al tiempo que el cumplimiento de los deberes inherentes a ellos. Después de defender la Monarquía «como un fundamento esencial de las libertades públicas» concluyó proponiendo un sistema de partidos leales y benevolentes, sin políticas extremas o excluyentes, sino conciliadoras, «más progresivo el uno, menos progresivo el otro; pero liberal conservador el uno y conservador liberal, el otro». En la votación el gobierno salió derrotado, pero como obtuvo más votos dinásticos a favor que en contra, el rey cumplió su palabra y le otorgó a Sagasta el decreto de disolución de las Cortes para que convocara nuevas elecciones, a fin de asegurarse una mayoría sólida en la cámara que le permitiera gobernar. La respuesta de Ruiz Zorrilla se puede resumir en la consigna «¡Radicales a defenderse!» y en la exclamación: «¡Dios salve al país! ¡Dios salve a la dinastía! ¡Dios salve a la libertad!». Los republicanos fueron mucho más lejos al afirmar que «el rey ha roto con el Parlamento, que hoy acaba la dinastía de Saboya».
Los radicales atribuyeron la decisión del rey a la existencia de una supuesta «camarilla» en la corte, que como en los tiempos de Isabel II, estaba conjurada para impedirles el acceso al poder. Según ellos estaba formada por los consejeros italianos del monarca Dragonetti y Ronchi y por los conservadores que visitaban al rey además de los «neocatólicos» que influían en la muy católica reina María Victoria. Así al día siguiente de ser confirmado Sagasta al frente del gobierno, Ruiz Zorrilla criticó la decisión del rey en las Cortes e hizo un alegato en favor del «derecho a la insurrección» porque creía que las libertades estaban amenazadas. «Amadeo I dejó de ser intocable para los periódicos radicales... El despecho fue tal que a la habitual comida que los viernes daba el rey en palacio comenzaron a faltar todos los líderes radicales invitados aludiendo indisposición, salvo Moret». En una reunión electoral celebrada en Madrid el 2 de febrero José Echegaray dijo que había que abrir las ventanas del Palacio de Oriente para le oreara el aire de la libertad, y en un artículo de fondo del diario El Imparcial del 22 de febrero se decía que el partido radical «desdeñado continúa [por el rey], como desdeñado fue siempre», equiparando así las monarquías de Amadeo I y de Isabel II. El gobierno de Sagasta fue calificado como «Ministerio reaccionario».
En una carta escrita a su padre el radical Francisco Salmerón, que era uno de los progresistas «exaltados» que más había defendido la alianza del Partido Progresista con los demócratas «cimbrios», decía en enero de 1872:

Palacio no es hostil, pues el Rey se da las delicias de las cortesanas; y la Reina hacia política neo. El infame Sagasta hace implacable guerra a los radicales; y los villanos pseudo-conservadores explotan su saña, para absorberle, y fascinan al Rey para hundirle. Nosotros los radicales, vamos a la lucha electoral con la evidencia de una derrota; luego presenciaremos retraídos el cataclismo que preparan las iniquidades del Gobierno, las ingratitudes del Monarca, las perfidias unionistas y los sagastistas furibundos. Al fin se hará la luz; lo que ignoro es quién sobrenadará en el diluvio

El nacimiento del Partido Constitucional y de la "coalición nacional"

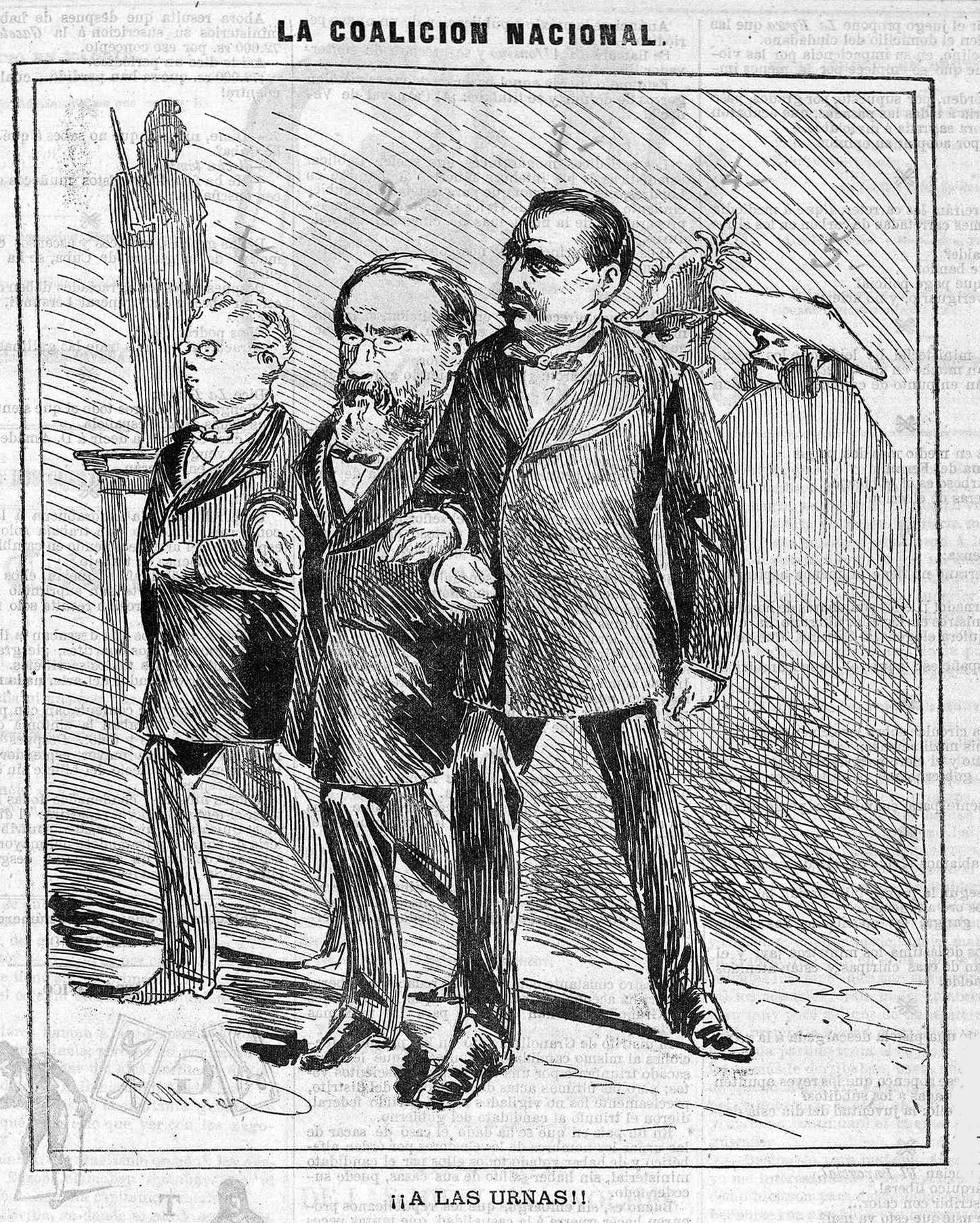
La coalición nacional - ¡¡A las urnas!!, caricatura de José Luis Pellicer publicada el 10 de marzo de 1872 en Gil Blas, en la que aparecen representados en primer plano Martos, Pi y Margall y Ruiz Zorrilla y en segundo plano el «alfonsismo» y el «carlismo».

Para preparar las elecciones los progresistas de Sagasta y los unionistas formaron un comité electoral conjunto que hizo público un manifiesto en el que se resumía el programa de gobierno presentado el 22 de enero. Los unionistas lo entendieron como el primer paso para formar un único partido, pero Sagasta se resistía porque pretendía formar un «tercer partido» entre unionistas y radicales que atrajera «lo mejor de ambos bandos», manteniendo así viva la idea de reunificar el progresismo. El rey intervino y para que se le entendiera, al no hablar bien el castellano, le pidió al unionista José Luis Albareda, que visitaba al rey con asiduidad, que le escribiera un «papelito» en el que propugnaba la formación de un Partido Conservador que se alternaría con el Partido Radical en el poder cuando así lo decidieran los electores. De esta forma cerraba la puerta al «tercer partido» y Sagasta, que inicialmente presentó la dimisión al sentirse desautorizado por el rey, se vio obligado a aceptar la fusión al amenazar el rey con entregar el poder al Partido Radical. Así nació el 21 de febrero de 1872 el nuevo partido que se llamó Partido Constitucional porque su objetivo era la defensa de la dinastía y de la Constitución, e inmediatamente se remodeló el gobierno integrado por cuatro progresistas, además de Sagasta, y tres unionistas. El eslogan del nuevo Partido Constitucional en las elecciones de 2 de abril fue «Libertad, Constitución de 1869, dinastía de Amadeo I e integridad del territorio».
Por su parte el Partido Radical, en su afán de derribar al gobierno, extendió la «coalición nacional» que había formado con los republicanos con motivo las elecciones municipales de diciembre de 1871 al otro partido antisistema, el carlista, con el objetivo común, sin que ninguno de los tres partidos renunciara a sus principios, de «vencer al Gobierno fruto de la inmoralidad y de la mentira» porque «la libertad y la honra de patria... están por encima de todo». Más tarde el alfonsino Partido Moderado también se sumó a la coalición. Durante la campaña se recurrió a la retórica patriótica como el de «España libre e independiente» en alusión al origen italiano del rey o como el argumento que utilizó el republicano Emilio Castelar para convencer a sus compañeros de partido para que apoyaran la «coalición nacional» afirmando que se formaba para «defender el gobierno de España por los españoles» y que en el manifiesto electoral republicano del 29 de marzo se convirtió en el eslogan «España para los españoles». Los partidos de la «coalición nacional» se comprometieron a presentar un único candidato por distrito —el del partido que hubiera obtenido mejores resultados en las anteriores elecciones— y votarles todos a él.
Las elecciones de abril de 1872

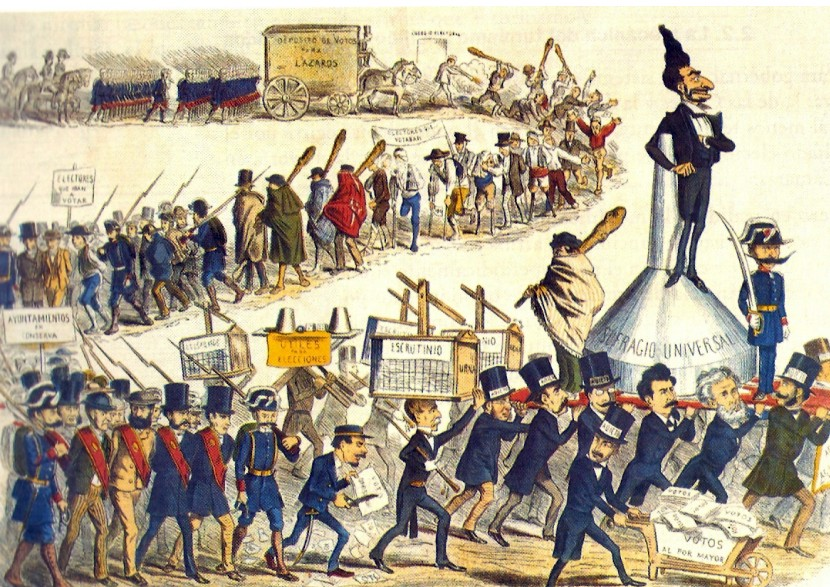
Caricatura satírica de La Carcajada (nueva cabecera de la revista La Flaca para eludir la suspensión administrativa) publicada el 18 de abril de 1872 con el título "Triunfo electoral". Ironiza sobre los métodos fraudulentos utilizados por el presidente del gobierno y ministro de la Gobernación Práxedes Mateo Sagasta para ganar las elecciones de abril de 1872. Sagasta encabeza la comitiva llevado en andas a lomos de un embudo con el letrero "SUFRAGIO UNIVERSAL". Le siguen todos los que han hecho posible el "triunfo electoral": fuerzas de orden público, partidas de la porra, lázaros (así llamados por ser electores fallecidos que han "resucitado" encarnados por otras personas), sicarios, trileros, autoridades locales, campesinos y obreros prisioneros llevados a votar, etc.

El resultado de las elecciones generales de abril de 1872 fue una victoria aplastante para los constitucionales —consiguieron la mayoría absoluta, con más diputados de procedencia unionista que progresista, lo que favoreció el liderazgo de general Serrano frente a Sagasta— gracias a que el gobierno ejerció su «influencia moral» —el constitucional Andrés Borrego lo justificó diciendo que el gobierno no tenía más remedio que «oponer a la audacia de las oposiciones, la audacia de las administraciones»—, a pesar de que el rey le había pedido a Sagasta limpieza, a lo que éste le había respondido que las elecciones serían «todo lo puras que pueden serlo en España». En una circular que Sagasta envió a los gobernadores civiles en las que les daba instrucciones sobre cómo actuar en las elecciones se decía entre otras cosas lo siguiente:

Valiéndose de republicanos de segundo orden, pero influyentes en las masas y con el sigilo correspondiente, el gobernador debe comprar a dos reales o a peseta el mayor número posible de cédulas pertenecientes a electores federales. El día de la elección, media hora antes de abrirse los colegios deben aglomerarse a la puerta de cada uno un número considerable de electores monárquicos, número suficiente para ocupar por completo el salón del colegio... los cuales no facilitarán el acceso sino a los que convenga. Parece excusado advertir que a la puerta de cada colegio debe tener la autoridad agentes de orden público de corazón y energía, quienes al menor pretexto harán bien en repartir algunos palos y en llevar inmediatamente a la cárceles a quienes dieren motivo para ello. Al abrirse el colegio, que deberá efectuarse media hora antes de las nueve de la mañana, a cuyo efecto el presidente y secretario llevarán los relojes media hora adelantada, deben estar en las urnas tantas papeletas en pro de la candidatura ministerial como papeletas compradas obran en poder del gobernador.

Republicanos y carlistas perdieron diputados —lo que fortaleció a sus respectivas alas intransigentes que se habían opuesto a la participación en las elecciones—, pero los grandes derrotados fueron los radicales que solo obtuvieron 42 escaños, por debajo incluso de los republicanos —lo que puso en cuestión el liderazgo de Ruiz Zorrilla y lo que también les llevó a plantearse el abandono de la «vía legal» para alcanzar el gobierno—. Sin embargo, la suma de radicales, carlistas, republicanos federales y moderados alfonsinos no era desdeñable pues entre todos sumaban casi 150 diputados. En las elecciones de abril se produjo una gran abstención debido a la campaña promovida por los republicanos «intransigentes» y al desinterés general, y también hubo desórdenes en las provincias de preponderancia carlista —País Vasco y Navarra— y republicana federal —las de la costa mediterránea—.
Así pues, con las elecciones de abril de 1872 se consumó la ruptura «legal» del Partido Progresista ya que de la alianza del sector encabezado por Sagasta con la Unión Liberal del general Serrano surgió un nuevo partido, el Partido Constitucional, mientras que Manuel Ruiz Zorrilla quedó al frente del Partido Radical, resultado de la unión de su grupo de progresistas avanzados con los demócratas monárquicos o «cimbrios» liderados por Cristino Martos y por Nicolás María Rivero.

### La insurrección carlista

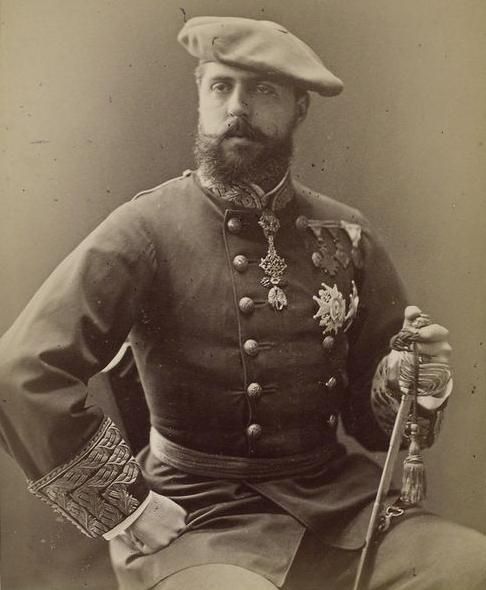
Carlos María de Borbón y Austria-Este, el pretendiente carlista Carlos VII

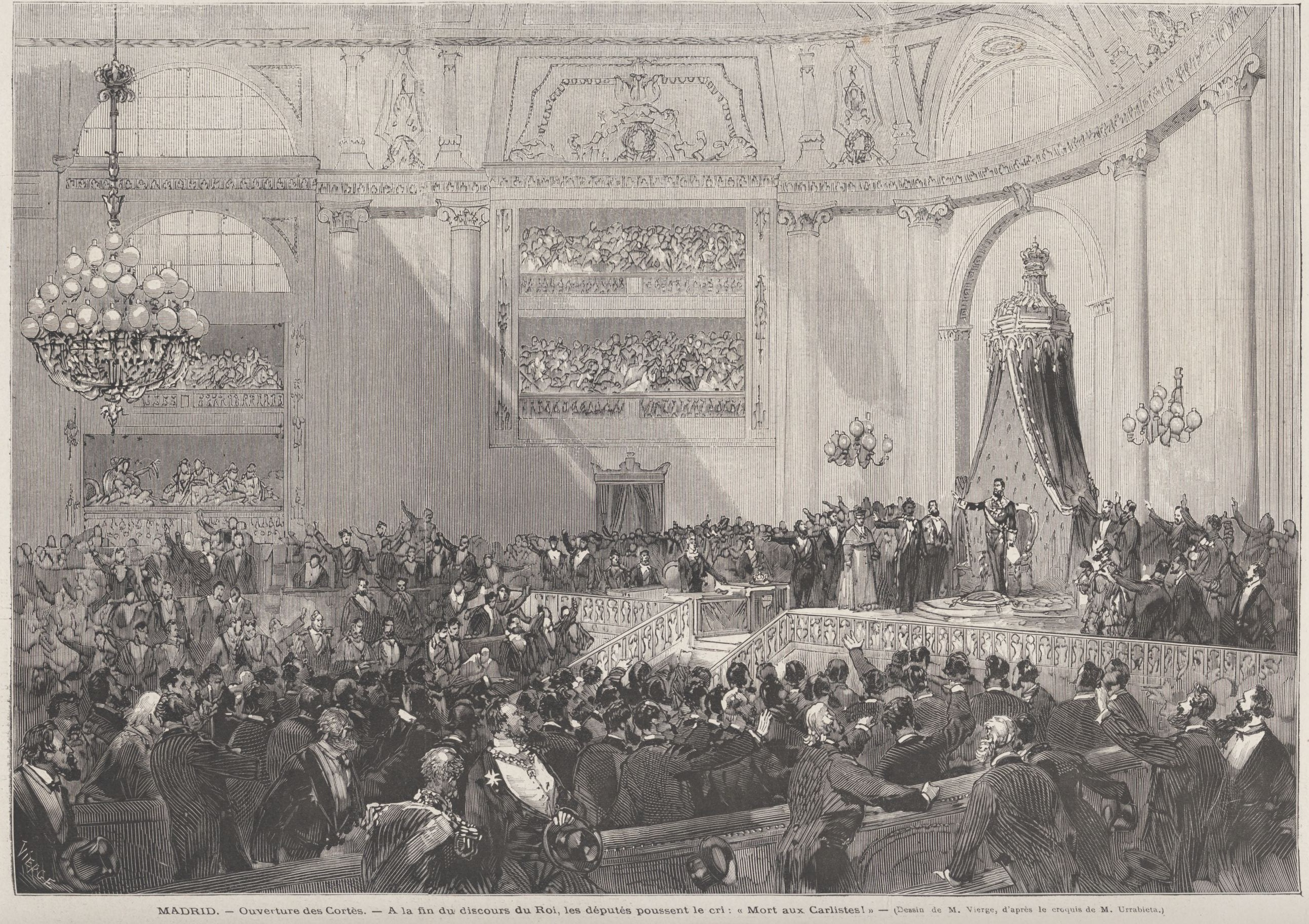
Apertura de las Cortes en Madrid, al final del discurso del rey, los diputados gritan «Muerte a los carlistas», Le Monde Illustré, mayo de 1872.

En las elecciones de abril de 1872 los carlistas sufrieron un relativo descalabro bajando de 51 a 38 diputados, por lo que los partidarios de la “vía insurreccional” se impusieron a los neocatólicos de Cándido Nocedal, defensores de la vía parlamentaria. Así "los carlistas variaron de postura e hicieron buena la última frase del manifiesto del 8 de marzo, «ahora a las urnas, después a donde Dios nos llame», es decir, a la guerra".
El 14 de abril el pretendiente Carlos VII dio la orden de que los diputados electos no acudieran a las Cortes y de que se iniciara la insurrección armada, que estaba planeada y organizada desde mucho antes por si fallaba la estrategia de Cándido Nocedal —quien dimitió inmediatamente de todos sus cargos—. Don Carlos (VII) proclamó en un manifiesto los motivos del levantamiento y llamó a todos los españoles a que se sumaran a él:

La santa religión de nuestros padres está perseguida, los buenos oprimidos, honrada la inmoralidad, triunfante la anarquía, la hacienda pública entrada a saco, el crédito perdido, la propiedad amenazada, la industria exánime... Si siguen así las cosas, el pobre pueblo queda sin pan y la España sin honra. Nuestros padres no hubieran soportado tanto; seamos dignos de nuestros padres. Por nuestro Dios, por nuestra Patria y por vuestro Rey, levantaos, españoles

Así comenzaba la tercera guerra carlista. El 2 de mayo entraba en España por Vera de Bidasoa el pretendiente carlista al grito de “¡Abajo el extranjero y viva España!”. Dos días después tenía lugar la batalla de Oroquieta en la que los carlistas fueron derrotados, lo que obligó al pretendiente a huir a Francia. Ante la ausencia de una cabeza visible de la sublevación el general Serrano, que comandaba el ejército del Norte y que acababa de recibir la notificación del rey de que le había encargado la presidencia del gobierno tras la dimisión de Sagasta, firmó el 24 de mayo con los "diputados a guerra" de la Diputación foral de Vizcaya, que se había proclamado a favor del pretendiente carlista, el convenio de Amorebieta en el que se ponía fin al conflicto, concediendo el indulto a todos los sublevados que entregaran las armas, y que incluía un artículo (el 4º) en el que se devolvía a sus empleos a los jefes y oficiales que se habían sumado a la rebelión. Esta última concesión levantó muchas críticas en el seno del Ejército y entre la oposición radical y republicana por considerarla demasiado generosa con los sublevados y por haberse atribuido el general Serrano facultades que no tenía.
El Convenio de Amorebieta puso fin a la guerra en el país vasconavarro pero las partidas carlistas siguieron actuando en Cataluña —el 16 de junio el pretendiente prometió devolver los fueros catalanes que habían sido abolidos por Felipe V con los decretos de Nueva Planta de 1714— hasta que en diciembre de 1872 se produjo una nueva insurrección en la zona vasconavarra —la guerra se prolongaría más allá del reinado de Amadeo I hasta 1876—.

### La caída del gobierno de Sagasta y el gobierno "relámpago" de Serrano: el fin del proyecto conservador
El gobierno de Sagasta duró poco tiempo porque al mes siguiente de celebrarse las elecciones estalló un escándalo que acabó con él. El 11 de mayo un diputado republicano le pidió cuentas por el destino de dos millones de reales que habían sido desviados por orden del gobierno del ministerio de Ultramar al de Gobernación, previsiblemente para emplearlos en las operaciones de corrupción que se habían producido en las elecciones —uno de los métodos utilizados era el de los «lázaros», el uso de difuntos para engrosar la lista de votantes adictos a las candidaturas gubernamentales—. También se dijo que el dinero habría sido destinado a evitar el escándalo de alguna de las aventuras amorosas del rey Amadeo o de la esposa del general Serrano con uno de sus ayudantes, pero parece seguro que el dinero se gastó en las corruptelas electorales.
El gobierno de Sagasta no dio una explicación satisfactoria del destino del dinero. Alegó que había servido para realizar pagos de naturaleza reservada para prevenir conspiraciones pero los papeles que presentó para justificarlo eran inventados y registraban los pagos sin autorización alguna, además de que demostraban que se había violado la correspondencia. «Atrapado, el presidente del Consejo de Ministros pidió un voto de confianza a la mayoría que lo sustentaba, pero le fue negado. A los unionistas no les importaba tanto el destino de los dos millones como las ilegalidades y la imagen de un partido y Gobierno conservadores que acababan de iniciar su andadura». El 22 de mayo Sagasta presentó la dimisión al rey.

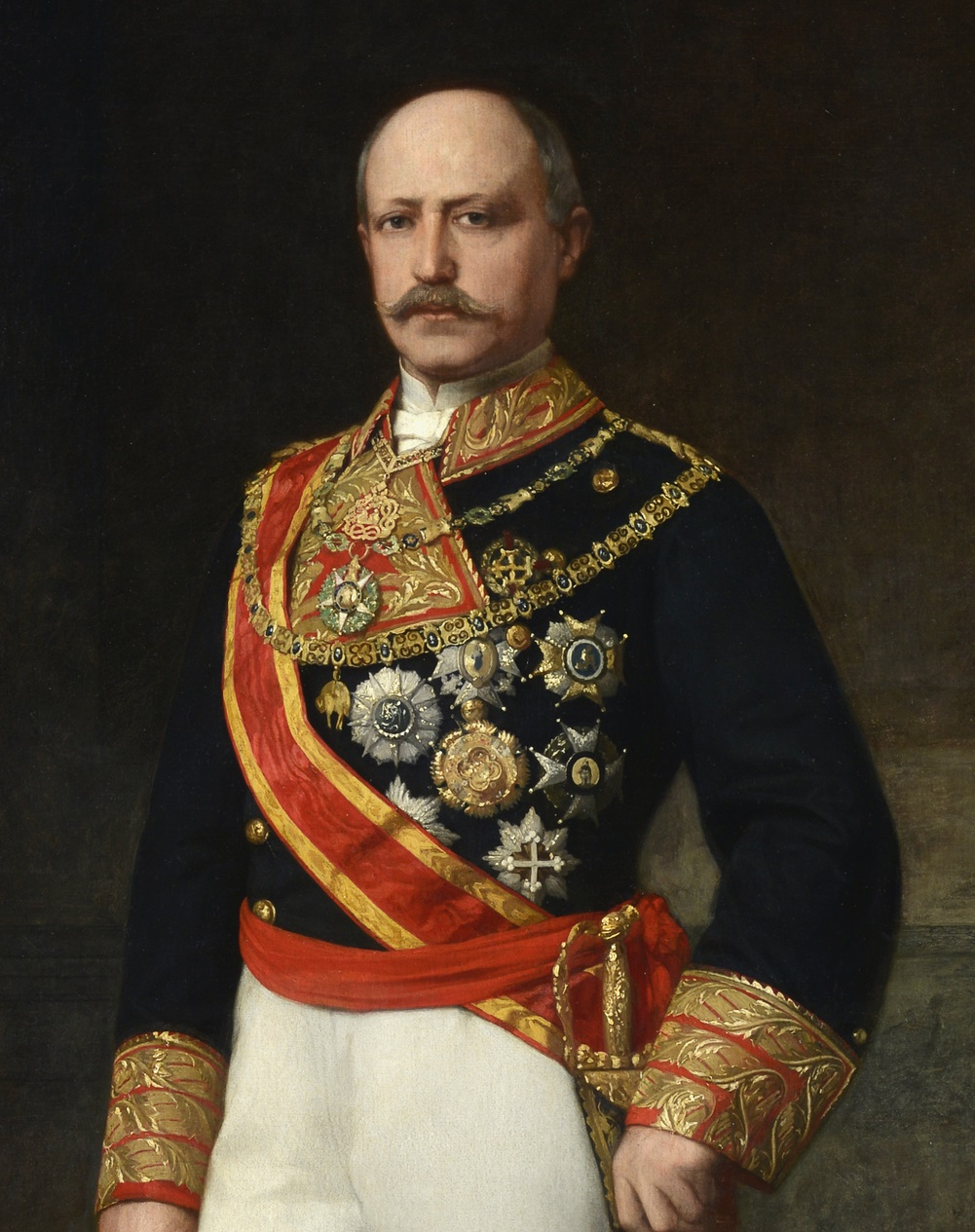
General Serrano.

Cuatro días después Amadeo I nombró como nuevo presidente del consejo de ministros al general Serrano que estaba en aquellos momentos al frente del ejército del norte que combatía a los carlistas. El rey pensó que Serrano podría gobernar porque su partido seguía teniendo la mayoría en las Cortes. De hecho en el gobierno que formó había tres antiguos progresistas y cinco antiguos unionistas, uno de ellos de la facción que encabezaba Antonio Cánovas del Castillo, que había reconocido a Amadeo I pero que era alfonsino.
La presentación en el Congreso de los Diputados del nuevo gobierno el 27 de mayo de 1872 corrió a cargo del presidente interino, el almirante Topete, porque Serrano aún no había vuelto a Madrid. La sorpresa la dio Manuel Ruiz Zorrilla cuando anunció que haría una oposición leal, legal y respetuosa al nuevo gobierno y que deseaba que agotara la legislatura, lo que significaba un cambio completo de actitud porque suponía aceptar las reglas propias de la monarquía constitucional, lo que fue inmediatamente contestado por buena parte de los miembros de su partido encabezados por Cristino Martos que no estaban dispuestos a esperar dos o tres años para acceder al poder, ni a colaborar de ese modo con la «reacción». Al no ver respaldada su postura por la mayoría de su partido, Ruiz Zorrilla renunció a su acta de diputado el 31 de mayo, al día siguiente de haberse entrevistado con el rey en el acto celebrado en Palacio por su cumpleaños, y se retiró a su finca de Soria "La Tablada" alegando que le faltaba la energía suficiente para seguir en la política. Según Jorge Vilches, «el camino antidinástico y presumiblemente insurreccional que iba a tomar el progresismo democrático no quería ser presenciado por Ruiz Zorrilla estando dentro de sus filas, ni sentirse cómplice de una nueva guerra civil». Por su parte la prensa afín al partido radical culpó al rey y a la reina de la marcha de Ruiz Zorrilla.
Mientras tanto la firma del Convenio de Amorebieta a punto estuvo de dar al traste con el gobierno de Serrano, pues inicialmente todos los ministros se mostraron contrarios al mismo especialmente con la base 4ª que reintegraba a los oficiales rebeldes al estamento militar, porque era «depresiva para la dignidad de nuestro ejército [generales destacados habían protestado ante el ministro de la Guerra] y del Gobierno que la sancionase», pero el respaldo del rey a Serrano acabó con la crisis y el convenio de Amorebieta fue ratificado no solo por el gobierno sino también por las Cortes, donde solo votaron en contra los republicanos, mientras los radicales se abstuvieron. El 4 de junio Serrano juró su cargo como nuevo presidente del gobierno.
A pesar de haber superado el trámite parlamentario, los radicales —ahora encabezados por Martos tras la retirada de Ruiz Zorrilla de la vida política— y los republicanos cuestionaron la legitimidad del gobierno de Serrano —una de las razones era que había incluido en él a un alfonsino— y el lenguaje prerrevolucionario se extendió por la presa radical —y por la republicana— con lemas como «¡La revolución ha muerto! ¡Viva la revolución!» y con críticas no solo contra el gobierno conservador de Serrano sino contra los reyes —en un artículo de El Imparcial publicado el 10 de junio se aludió implícitamente a la reina en un artículo titulado «La loca del Vaticano»—.
El 6 de junio, solo dos días después de haber jurado Serrano su cargo, los radicales convocaron en la Plaza Mayor de Madrid a la Milicia Nacional, concretamente a los Voluntarios de la Libertad de la capital, para que se manifestaran en contra del gobierno. Este entonces ordenó acuartelar a las tropas y a la Guardia Civil y solicitar al rey el 11 de junio la firma del decreto de suspensión de las garantías constitucionales —medida que había sido refrendada por las Cortes—, para poder atajar la que parecía inminente insurrección republicana, a la que parecía que iban a sumarse los radicales —una vez que Ruiz Zorrilla se había retirado a su finca de Soria— para lo que tenían convocada una asamblea a celebrar el 16 de junio bajo el lema «la Revolución de Septiembre y la libertad de la patria», omitiendo mencionar a la dinastía por primera vez. Entonces Amadeo I, temeroso de que los radicales se pasaran definitivamente al campo antidinástico y de que pudiera estallar un grave conflicto civil, se negó a firmar el decreto, por lo que el general Serrano presentó la dimisión. Ese mismo día, 12 de junio de 1872, los batallones de la Milicia Nacional se congregaban en la Plaza de Mayor pero al conocer la dimisión del gobierno se disolvieron.
El general Serrano, «sin llegar a cumplir veinte días en el cargo», «se retiró a sus fincas de Arjona y declinó presentarse a las nuevas elecciones, lo que le eliminaba como alternativa de gobierno a los radicales (fue entonces cuando le dijo a un diplomático francés, refiriéndose al rey: “Hay que echar a ese imbécil”)».
Como ha señalado Jorge Vilches, tras la dimisión de Serrano,

la soledad del rey era casi completa, en un país con grandes oposiciones antidinásticas, unos partidos constitucionales débiles, pues el conservador se formó porque él les obligó y el radical ostentaba una lealtad proporcional a su cercanía al poder. Contaba además con unos líderes políticos que carecían de capacidad para aunar voluntades y conducir esfuerzos, y un pueblo que no le apreciaba. El 12 de junio de 1872, el bagaje era: su principal mentor, Prim, muerto, retirado otro, Ruiz Zorrilla, y cerca del procesamiento el último, Sagasta. El Partido Radical, por un lado, estaba entre el dinastismo coyuntural y la república. El Partido Conservador [Constitucional] se sentía desairado, y aún se sentiría más humillado, pues un gobierno radical no podría existir con unas Cámaras contrarias. Por último, se vivía con dos guerras civiles, la carlista y la cubana, y otra amenazadora, la republicana. Es más, un mes después, los reyes sufrieron un atentado contra su vida mientras paseaban por la calle Arenal de Madrid.

Cuando los constitucionales conocieron que el rey había nombrado como nuevo presidente del Consejo de Ministros a Manuel Ruiz Zorrilla y que había decretado la suspensión de las sesiones de las Cortes a partir del 14 de junio, lo que anunciaba su disolución, reunieron a sus diputados y senadores en una asamblea en la que Francisco Romero Robledo denunció «el golpe de Estado inaudito y desvergonzado» que se había producido y acordaron pedir al rey que no accediera a la condición que había puesto Ruiz Zorrilla para aceptar el cargo de presidente del gobierno —la disolución de las Cortes y la convocatoria de nuevas elecciones—, porque además de ser anticonstitucional —no habían transcurrido los cuatro meses preceptivos desde las elecciones anteriores— agravaría la inestabilidad del régimen que en año y medio había tenido tres elecciones generales, unas municipales, dos disoluciones anticipadas, otras dos suspensiones de sesiones, numerosas crisis parciales de Gobierno y seis totales. A cambio prometieron su apoyo al nuevo gobierno.

### El segundo gobierno de Ruiz Zorrilla: el fracaso de los radicales

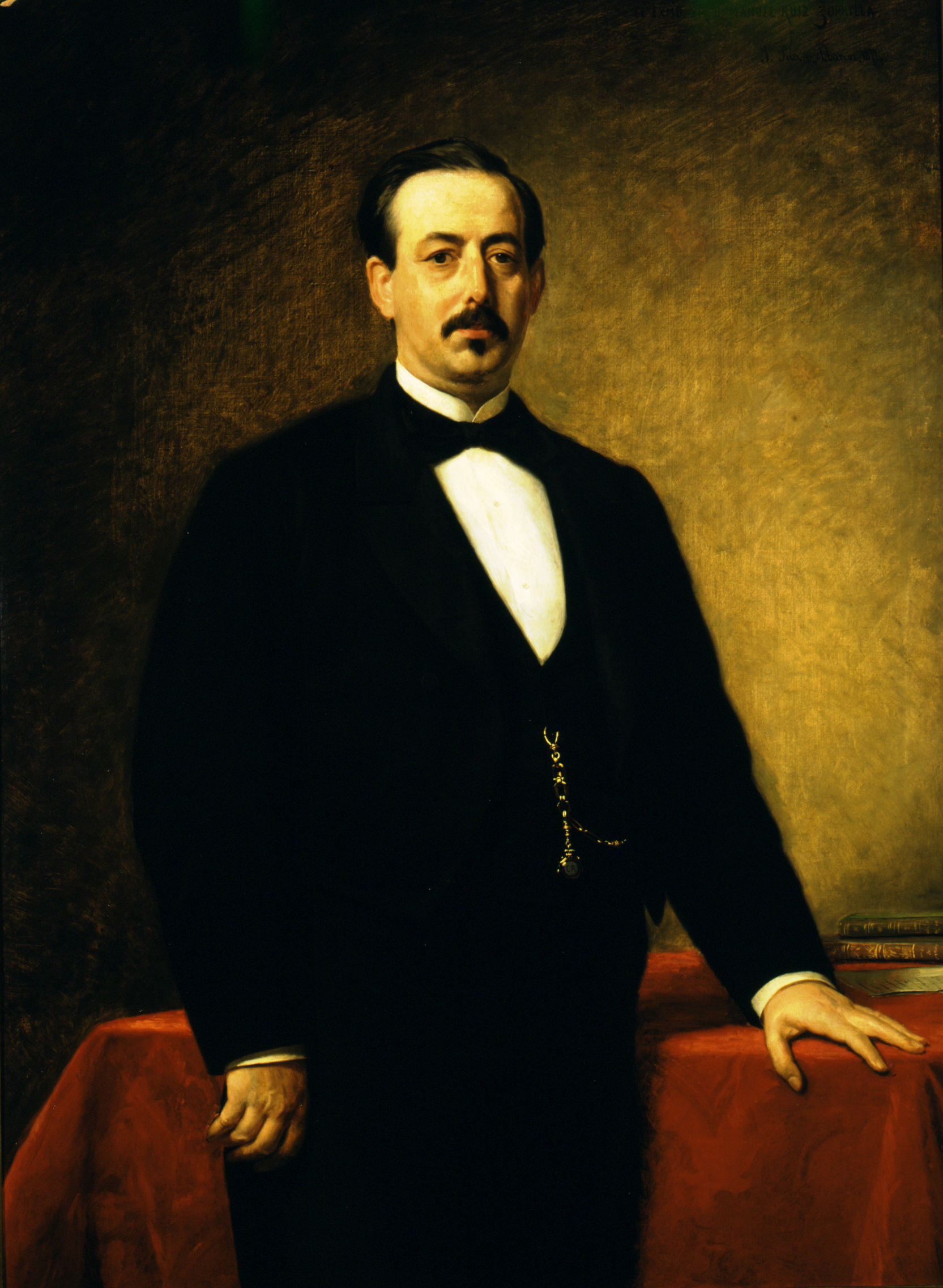
Manuel Ruiz Zorrilla.

Tras la dimisión de Serrano el rey encargó la formación de gobierno al general Fernando Fernández de Córdoba, a la espera de la vuelta de Ruiz Zorrilla y las críticas a los reyes en la prensa radical cesaron. Hasta trescientos radicales encabezados por Nicolás María Rivero, José María Beránger y Francisco Salmerón fueron a la finca de "La Tablada" para convencerle para que volviera a Madrid a hacerse cargo del gobierno y varios miles fueron a recibirle a su llegada a la capital. Ruiz Zorrila puso como condición al rey para aceptar la presidencia que disolviera las Cortes y convocara nuevas elecciones, a sabiendas de que era un acto inconstitucional porque aún no habían trascurrido cuatro meses desde las últimas elecciones. Pero Amadeo I aceptó el chantaje —así lo califica Jorge Vilches— lo que provocó que el rey no fuera visto a partir de entonces como «un rey de todos los españoles, árbitro de las instituciones y de los partidos» sino como un monarca vinculado a un partido, el radical. Según Jorge Vilches, las acciones llevadas a cabo por los radicales para, primero, ser llamados al poder —amenazando con la insurrección— y, luego, para que el rey disolviera las Cortes, aun contraviniendo la Constitución, «pueden denominarse, sin temor a dudas, como un golpe de Estado».
Manuel Ruiz Zorrilla formó gobierno el 13 de junio en el que él mismo asumió el ministerio de la Gobernación y en el que había dos antiguos demócratas —Martos en Estado y Echegaray en Fomento— y cuatro antiguos progresistas —Eduardo Gasset y Artime en Ultramar, Servando Ruiz Gómez en Hacienda, Eugenio Montero Ríos en Gracia y Justicia y Beránger en Marina—, más el general Fernández de Córdoba en el ministerio de Guerra. A Nicolás María Rivero se le prometió la presidencia del Congreso de los Diputados, tras la celebración de las elecciones. A continuación «se procedió al habitual cambio de funcionarios públicos, echando a 40 000 de ellos para instalar a otros tantos fieles».

#### El atentado contra los reyes del 18 de julio y los desaires a la Corona

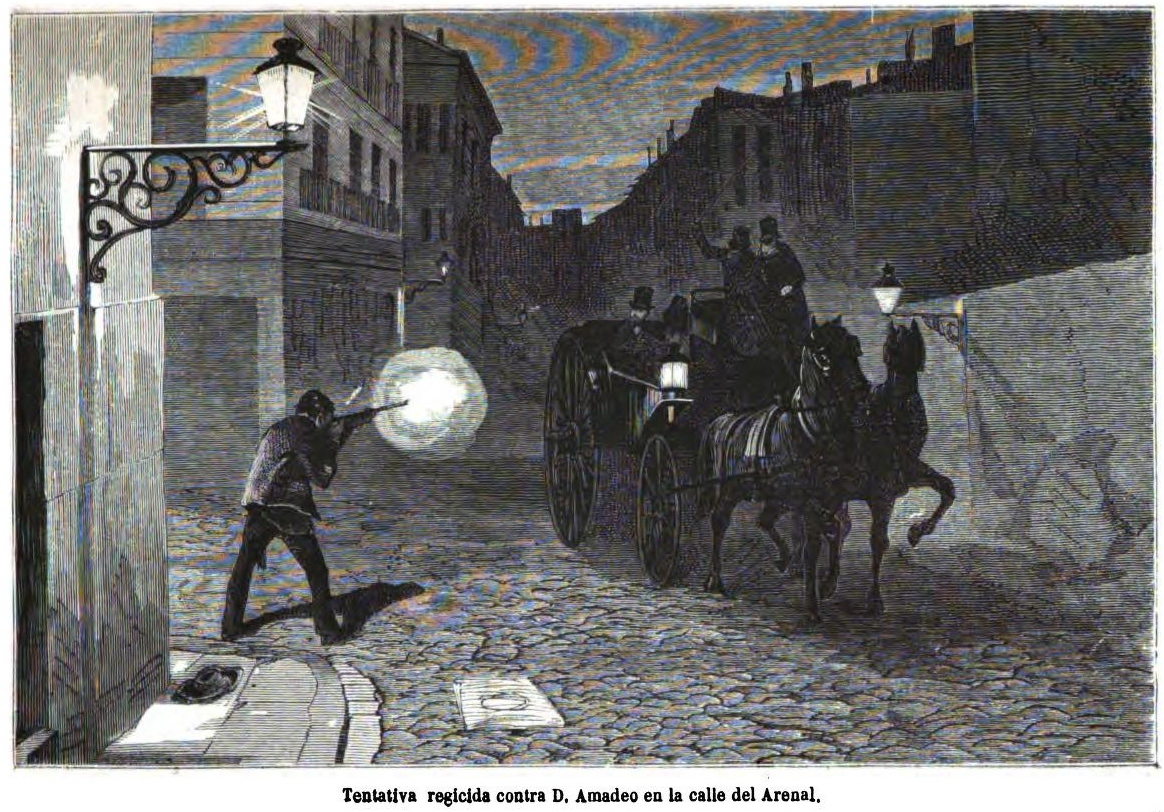
Tentativa regicida contra Amadeo I en la calle del Arenal (Historia de la interinidad y guerra civil de España desde 1868, Vol. 2)

La sensación de soledad del rey, que ya solo contaba con el apoyo de los radicales de Ruiz Zorrilla, se vio acentuada por el atentado que sufrió en la calle del Arenal de Madrid el 18 de julio junto a su esposa, que, aunque lograron salvar la vida, le dejó muy impresionado. «Una casualidad hizo que un amigo de Topete se enterara de que Amadeo iba a ser asesinado el día 18 de julio, por lo que informó a Martos y éste se lo hizo saber al rey y a Pedro Mata, gobernador civil de Madrid. El monarca se negó a cambiar el recorrido de su paseo a pesar de las indicaciones de la reina Victoria, por lo que Mata colocó agentes en todo el trayecto, los cuales esperaron a que los regicidas dispararan para detenerles. La actitud del gobernador para impedirlo fue duramente criticada... Los autores del atentado, [republicanos] federales de Madrid, fueron defendidos en el juicio por el abogado Francisco Pi y Margall. Ésta no fue la única vejación popular de los reyes, pues su coche fue detenido y zarandeado en la calle de Alcalá por una manifestación de vendedores ambulantes. En otra ocasión se les lanzó lodo cuando paseaban por Cedaceros. Un día cerca de El Retiro un hombre se acercó al monarca y le insultó gravemente a la cara. Otra persona se introdujo armada dentro del recinto regio. Y hasta se les tiró una piedra en una manifestación republicana cercana al Palacio Real. Esto sin contar con los insultos que vinieron del lado aristocrático, como la famosa anécdota de las mantillas, los desaires en los palcos de los teatros, en los que por cierto se presentaba bufamente al rey, y el vacío al que sometieron a la reina María Victoria. No fue grata para los reyes su estancia en España».

#### Las elecciones de agosto de 1872 y sus consecuencias
En las elecciones de agosto de 1872 los radicales presentaron un programa de reformas ambicioso que incluía el jurado, la abolición de las quintas y de las matrículas de mar, la separación de la Iglesia y el Estado, el impulso a la educación pública, el reforzamiento de la Milicia Nacional, etc. Con este programa los radicales estaban decididos a cumplir las promesas hechas al «cuarto estado», a las clases populares, en la revolución de 1868 para así darla por concluida.

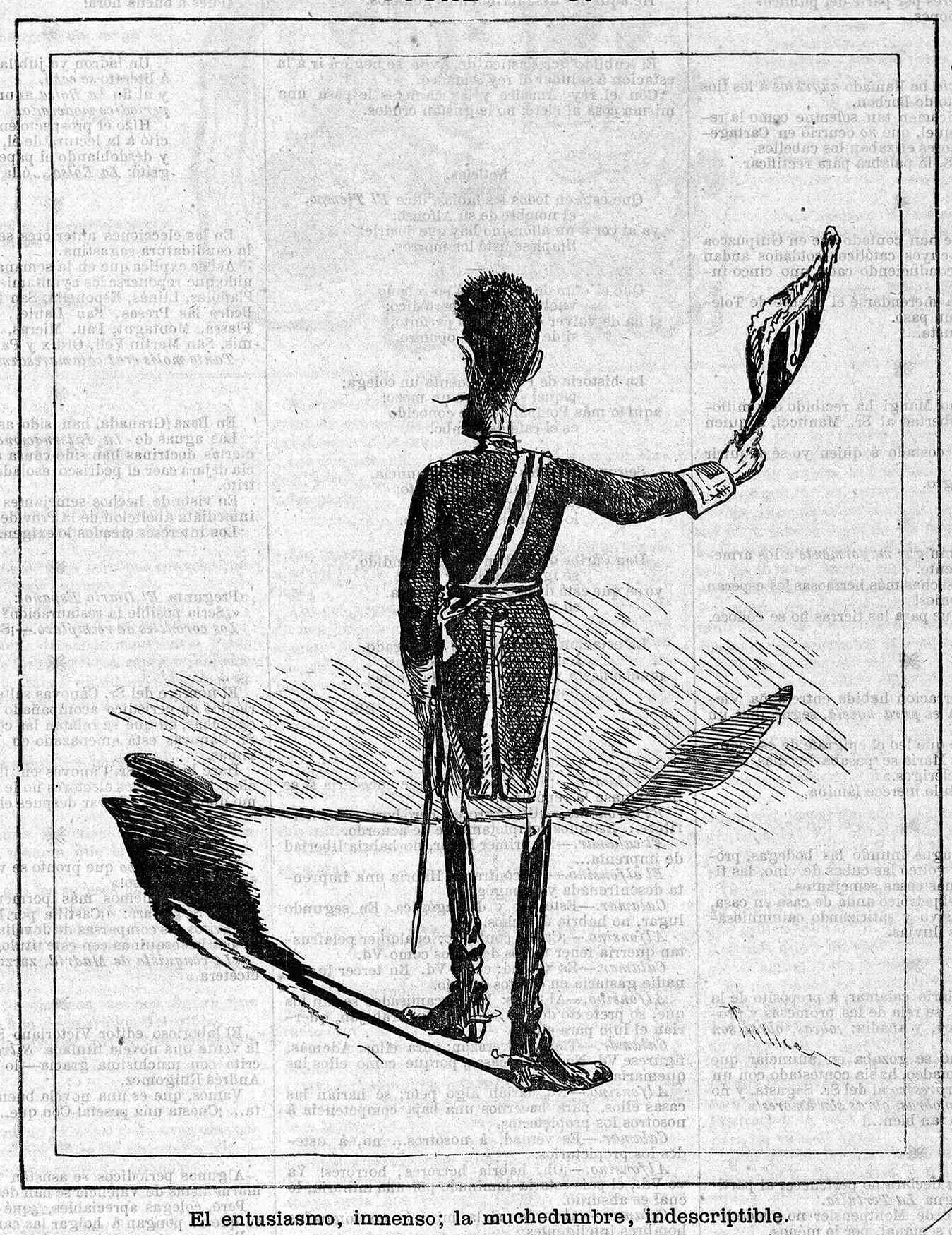
«El entusiasmo, inmenso; la muchedumbre, indescriptible», caricatura de Amadeo I en la revista Gil Blas, obra de Pellicer y publicada el 4 de agosto de 1872. El rey saluda extendiendo el brazo derecho con el sobrero en la mano, pero como está de espaldas se comprueba que ante él no hay nadie, tan sólo su sombra proyectada en el vacío.

La convocatoria de elecciones abrió un difícil debate en el seno del Partido Constitucional entre los partidarios de participar en ellas, a pesar de que sabían que gracias a la «influencia» del gobierno su derrota estaba asegurada, y los partidarios del retraimiento, apoyados en la inconstitucionalidad de las mismas, por lo que llamaban a Amadeo I «el rey cautivo» de los radicales. Al final la junta del partido decidió el 5 de julio la participación, porque su ausencia en las Cortes haría más fácil la proclamación de la República si los radicales demócratas de Martos y Rivero abandonaban a Ruiz Zorrilla y se unían a los federales. Pero la resolución fue acogida con poco entusiasmo por los comités locales, por lo que, seguros de su derrota, el partido Constitucional presentó muy pocos candidatos y en la mitad de las provincias no presentó ninguno.
El retraimiento, según Ángel Bahamonde, constituyó «una peligrosa actitud que ponía en cuestión no ya las mismas elecciones, sino el sistema en su conjunto», a lo que se unía el hecho de que el propio líder del Partido Constitucional, el general Serrano, tampoco se presentó por lo que no podría suceder a Ruiz Zorrilla en el Gobierno según las prácticas parlamentarias. Según Jorge Vilches, «la responsabilidad que contrajo Serrano con la viabilidad de la dinastía Saboya fue grande, pues era él el jefe declarado del otro partido dinástico llamado, en teoría, a alternarse con el radical. El significado de la dejación no podía ser otro que el dar por terminada la experiencia». Su defección al frente del Partido Constitucional fue asumida por el almirante Topete, Práxedes Mateo Sagasta y Antonio Ríos Rosas que seguían creyendo en el proyecto de la «monarquía democrática» amadeísta, aunque seguían considerando a Serrano como presidente del partido.
Las elecciones celebradas el 24 de agosto de 1872, gracias a la «influencia moral del gobierno», dieron la victoria a los candidatos del Partido Radical —274 diputados, frente a 77 republicanos, 14 constitucionalistas y 9 moderados—, aunque más de la mitad de los electores no fueron a votar a causa del «retraimiento» del Partido Constitucional, de la campaña abstencionista de los carlistas y de una parte de los republicanos (con el argumento de que las elecciones estaban amañadas ya que siempre ganaba el gobierno de turno) y del desinterés general (dada la falta de cultura política entre una población mayoritariamente analfabeta). Hubo un pacto tácito entre los radicales y los republicanos «benevolentes», propiciado por el ministro Cristino Martos para que en los distritos donde estos se presentaran los radicales no presentaran candidato y viceversa.
Según Jorge Vilches, «las repercusiones del resultado [de las elecciones] sobre la credibilidad de la revolución [de 1868] para las clases medias y conservadoras fueron muy negativas, ya que el régimen giraba bruscamente a la izquierda tras una serie de ilegalidades cometidas por el Gobierno y refrendadas por Amadeo I, y se anulaba al Partido Constitucional como alternativa dinástica al radical y portavoz o defensor de sus intereses». De ahí que empezaran a considerar a Amadeo I como un rey de partido, el radical, y comenzaran a decantarse por la opción de la restauración de los Borbones en la figura del príncipe Alfonso, «libre de los errores de [su madre] Isabel II».
La alternativa del príncipe Alfonso había cobrado un nuevo impulso desde que en abril de 1872 su tío el duque de Montpensier, a instancias de la antigua regente María Cristina de Borbón, lo había reconocido como heredero de la dinastía «legítima» y lo había presentado en una carta hecha pública el 20 de junio como un rey que no volvería a leyes e instituciones «que ya caducaron» y que recogería lo que las «pasadas crisis y revoluciones hayan creado de fecundo, de útil y de bueno». Y también cuando los moderados alfonsinos más liberales, que pensaban que la vuelta a la Constitución de 1845 ya no era posible, se abrieron a los antiguos unionistas encabezados por Antonio Cánovas del Castillo, que había quedado fuera de las Cortes por la presión gubernamental en los dos distritos por los que se presentó y que daba por fracasada la «monarquía democrática» de Amadeo I porque, según él, no había sabido hacer compatible el orden con la libertad.

#### El proyecto de abolición de la esclavitud en Puerto Rico
El 15 de septiembre de 1872 el gobierno de Ruiz Zorrilla presentó su anunciado programa de reformas en las Cortes, pero del mismo solo lograría sacar adelante la nueva Ley de Enjuiciamiento criminal a pesar de la amplia mayoría con que contaba en el Congreso.
Una de las reformas más importante que presentó el nuevo gobierno, la abolición de la esclavitud en las colonias de las Antillas, creó tensiones en su seno porque el ministro de Ultramar, Eduardo Gasset y Artime, era partidario de mantener el pacto de las Cortes constituyentes de 1869 de no introducir reformas en Cuba hasta que terminara la insurrección así como la "Ley Moret". Cuando el gobierno planteó la abolición inmediata de la esclavitud en Puerto Rico, acompañada de la aplicación del régimen provincial a la isla y la separación de la autoridad política de la militar, Gasset y Artime dimitió —y también el ministro de Hacienda Ruiz Gómez que se solidarizó con él— siendo sustituido por Tomás María Mosquera que fue quien presentó el proyecto el 24 de diciembre de 1872, haciendo coincidir «la festividad del nacimiento de Jesucristo, el salvador de los oprimidos, con la exposición de la liberación de los esclavos». Este proyecto contó con el apoyo de los republicanos dentro de la cámara, y con el de la Sociedad Abolicionista Española fuera de ella. Según Ángel Bahamonde, la presión del Centro Hispano Ultramarino de Madrid, que reunía a los comerciantes y hombres de negocios con intereses en las plantaciones de azúcar en las Antillas y en el tráfico de esclavos, logró que el gobierno no extendiera su proyecto de abolición inmediata a Cuba. Por otra parte, el pretendiente carlista Carlos VII llegó a ofrecer el envío a Cuba a quienes combatían por él en Cataluña y en Navarra para defender «la integridad de la patria».
Los conservadores consideraron que estos cambios ponían en riesgo los intereses españoles en Puerto Rico, porque liberar de forma inmediata a los 30 000 esclavos de las plantaciones —a pesar de que los propietarios serían indemnizados y los esclavos mantendrían la condición de libertos durante varios años— supondría la desestabilización de la isla, conceder el régimen provincial haría que los municipios pudieran organizar su fuerza armada y oponerse a la política gubernamental como de hecho estaba sucediendo en la metrópoli, y por último, la división del mando militar y civil debilitaría la autoridad del Estado para reprimir a los independentistas. Además estas medidas en conjunto causarían un efecto negativo en Cuba al alentar a los sublevados. «Los radicales, en cambio, confiaban en que una muestra de buena voluntad por parte del Gobierno haría ver a los independentistas que con la paz podían obtener las mejoras prometidas por la revolución».
Ante una situación en que el Partido Constitucional solo contaba con 14 diputados en las Cortes, la oposición a las reformas en Puerto Rico la asumieron los Centros hispano ultramarinos que habían nacido a finales de 1871 como grupos de presión cuya finalidad era oponerse a la abolición inmediata de la esclavitud en Cuba y en Puerto Rico y a cualquier cambio que perjudicara los intereses sus miembros. Su lema era «Cuba española» y presionaron a Amadeo I para que no firmara los decretos que le presentara el gobierno sobre reformas del régimen colonial. En los Centros hispanoultramarinos ingresaron a finales de 1872 el Partido Constitucional de la mano de Serrano, que volvió a la vida política por esta causa, y de Adelardo López de Ayala; el Círculo moderado del conde de Toreno y de Manuel García Barzanallana; el Círculo de la Unión Liberal —al que pertenecía Cánovas— y la Grandeza de España liderada por el duque de Alba. Cuando el gobierno presentó el 24 de diciembre su proyecto de abolición de la esclavitud en Puerto Rico, los Centros hispanoultramarinos formaron una Liga Nacional que presentó un Manifiesto a la nación escrito por López de Ayala en el que pedían la paralización de las reformas. «La Liga Nacional no deseaba la desestabilización del régimen o el cambio de dinastía... La sustitución del Gobierno de Ruiz Zorrilla por uno conservador en que estuvieran Augusto Ulloa, Ríos Rosas, Sagasta, Topete o Serrano, les hubiera garantizado la satisfacción de sus demandas sin salirse de la Constitución, pues éstos hubieran paralizado el proceso de reformas».

#### Las reformas paralizadas y la división de los radicales
Como ya había sucedido con anteriores gobiernos, la guerra carlista y la de Cuba impidieron que Ruiz Zorrilla pudiera cumplir su promesa de abolir las quintas, por lo que cuando anunció que iba a llamar a un nuevo reemplazo se produjeron algaradas en varias ciudades y alentó a los republicanos federales «intransigentes» a seguir defendiendo la vía insurreccional. El levantamiento más grave protagonizado por estos tuvo lugar el 11 de octubre de 1872 en Ferrol que fracasó porque no encontró apoyos en la ciudad y porque, en contra de lo que esperaban los sublevados, no fue secundado en ningún otro lugar. Además la dirección del partido republicano federal, dominada por los «benevolentes», condenó la insurrección porque como dijo Francisco Pi y Margall en las Cortes el 15 de octubre la insurrección era un «verdadero delito» cuando «están plenamente aseguradas nuestras libertades individuales». La condena agravó las tensiones que ya padecía el partido entre los partidarios de la «vía legal», como Pi, y los defensores de la «vía insurreccional», hasta el punto de que solo la proclamación de la República cuatro meses después evitó que se produjera un nuevo levantamiento.
A todo ello se sumó el recrudecimiento de la tercera guerra carlista a partir de diciembre de 1872, por lo que de nuevo la abolición de las quintas fue aplazada, con el consiguiente rechazo de los republicanos, llegándose a formar algunas partidas en Andalucía, si bien mucho menos peligrosas que las carlistas.
Ante la difícil situación que vivía el gobierno Ruiz Zorrilla intentó restablecer las relaciones con el Partido Constitucional proponiendo que Sagasta no fuera juzgado por el Senado sino por los tribunales ordinarios por el escándalo de los dos millones de reales —que le había hecho perder el gobierno—, pero se encontró con la rebelión de los diputados de procedencia demócrata liderados por el presidente del Congreso Nicolás María Rivero y por dos de sus ministros, Martos y Echegaray, que votaron junto con los republicanos para rechazar la propuesta. Esta división en el partido que apoyaba al gobierno alentó a los republicanos «benevolentes» a proseguir en su estrategia de atraer a su campo a los antiguos demócratas cimbrios y conseguir una mayoría en el parlamento para poner fin a la monarquía y proclamar la República.

## La abdicación de Amadeo I y la proclamación de la República

### El conflicto de los radicales con el rey
El 29 de enero de 1873 los radicales más extremistas tomaron como pretexto un supuesto desaire del rey a las Cortes —al haber aplazado un día el bautismo del heredero al trono que acababa de nacer a causa de que el parto había sido difícil, mientras el gobierno y los presidentes del Congreso y del Senado, vestidos de gala para la ocasión, esperaban en una antesala del palacio— junto con el rumor de que el rey pretendía destituir al gobierno y sustituirlo por otro del partido constitucional —se sabía que el rey se había entrevistado con el general Serrano en Palacio para que asistiera al bautismo del príncipe, aunque tras consultar con la junta directiva de su partido, había declinado la invitación alegando motivos de salud para no dar a entender que aflojaban en su oposición al gobierno radical—, y propusieron en las Cortes que se declarasen en sesión permanente, en Convención, que solo la rápida llegada del Gobierno logró atajar. Sin embargo, la Cámara declaró sin más estar «enterada» del nacimiento del infante y no hubo ningún tipo de celebración ni discursos. El rey le comunicó a Ruiz Zorrilla su disgusto por la actitud de las Cortes y que no estaba «dispuesto a sufrir imposiciones de nadie» y que se hallaba «preparado para proceder según lo aconsejaran las circunstancias». Amadeo I escribió a su padre a principios de febrero que se estaba planteando abdicar porque:

Yo vi que mi ministro, en vez de trabajar en la consolidación de la dinastía, trabajaba, de acuerdo con los republicanos, para su caída

Otro conflicto, que sería el definitivo, enfrentó al gobierno y a las Cortes con el rey. Ese mismo mes de enero de 1873 los oficiales del arma de artillería habían desafiado al gobierno amenazando con dimitir si éste mantenía como capitán general de las Vascongadas al general Hidalgo, al que acusaban de haber colaborado en la represión de la abortada sublevación del cuartel de San Gil de junio de 1866. La respuesta del gobierno, con el apoyo de las Cortes, fue reafirmar la supremacía del poder civil sobre el ejército manteniendo el nombramiento y procediendo a reorganizar el arma, por lo que los oficiales cumplieron su promesa y dimitieron en bloque.
El 6 de febrero una delegación de los artilleros dimitidos se entrevistó con el rey para pedir su intervención en el conflicto que mantenían con el gobierno y ofreciéndose para apoyar un golpe de fuerza que disolviera las Cortes y suspendiera por algún tiempo las garantías constitucionales hasta preparar nuevas elecciones para unas nuevas Cortes que aprobaran más prerrogativas para la Corona. El rey rechazó la propuesta del golpe de fuerza pero prometió que se opondría a la reorganización del arma de artillería que preparaba el gobierno.
Cuando el rey tuvo conocimiento ese mismo día por la prensa de que el gobierno pensaba nombrar al general Hidalgo nuevo capitán general de Cataluña, hizo llamar a Ruiz Zorrilla a Palacio. El presidente le aseguró que lo que decía la prensa no era cierto pero al día siguiente se confirmó el nombramiento por lo que el rey comprobó «que Zorrilla me había mentido». Intentó que el gobierno diera marcha atrás y llamó a Ruiz Zorrilla el día 7 de febrero por la mañana y otra vez por la tarde cuando supo que la cuestión de la reorganización del arma de artillería iba a ser tratada en el Congreso de Diputados, aconsejándole que no lo hiciera y que ganara tiempo no admitiendo las dimisiones de los oficiales del cuerpo de artillería justificándolo con la guerra carlista. Según el rey, Ruiz Zorrilla se mostró conforme, pero las Cortes aquel día aprobaron la aceptación de la renuncia de los oficiales de artillería, su sustitución por los sargentos y la reorganización del arma. Al día siguiente, 8 de febrero, el Senado ratificaba la votación del Congreso, aunque el moderado Fernando Calderón Collantes advirtió al gobierno que las medidas aprobadas eran un ataque a la prerrogativa regia, pues era conocida la oposición de la Corona a las mismas. El rey se sintió engañado de nuevo —además los oficiales estaban siendo obligados a entregar las armas en Madrid a los sargentos la misma mañana del día 8 cuando ni siquiera el rey había firmado el decreto—.
El rey consideró que la única alternativa que le quedaba era nombrar un gobierno del Partido constitucional y disolver las Cortes, pero «per dissolvere la camera era necesario ricorrere alla forza», como le dijo Amadeo I a su padre en una carta, lo que podía conducir a la guerra civil —el rey podía contar con los más importantes generales conservadores, Topete, Serrano y Malcampo pero la guarnición de la capital estaba en manos de militares afines al Partido Radical—. De hecho ese mismo viernes 7 de febrero el almirante Topete visitó al rey en Palacio ofreciéndole el apoyo de su partido, el Constitucional, y el de los generales unionistas, los de más prestigio en el Ejército. Al día siguiente, sábado 8 de febrero, acudió de nuevo Topete a Palacio comunicándole el rey que no deseaba que por él se derramara sangre y que iba a firmar el decreto de reorganización del cuerpo de artilleros.
Así Amadeo I abandonó la opción del golpe de fuerza y cuando el consejo de ministros presidido por él se reunió el sábado 8 de febrero firmó los decretos sobre los artilleros al haber sido ratificados por las Cortes, aunque hizo constar que esa cuestión era competencia del Ejecutivo, que según la Constitución de 1869 detentaba el rey, y no del Legislativo. «El rey retuvo a Ruiz Zorrilla después del Consejo de Ministros para decirle que le había decepcionado porque habiéndole creído leal a la dinastía y a lo que ella significaba, había sido cegado por el espíritu de partido» y a continuación le expuso su idea de que se formara, «per effetto di patriottismo», un gobierno de conciliación de todos los partidos que le habían votado en noviembre de 1870. De lo contrario no le quedaba más opción que abdicar.
Ruiz Zorrilla reunió a su gabinete en tres ocasiones para estudiar la propuesta del rey de formar un gobierno de conciliación con los constitucionales de Serrano y Sagasta, sabiendo que estaba en juego la continuidad del reinado de Amadeo I. Pero la propuesta fue rechazada. Cuando esto se supo el domingo 9 de febrero, el Partido Constitucional acordó ofrecerse de nuevo al rey para lo que requiriese, enviándose un telegrama al general Serrano que estaba en Jaén para que volviera inmediatamente a Madrid. Al día siguiente, lunes 10 de febrero, llegó Serrano a la capital e informó al rey de que él estaba dispuesto a formar gobierno y defender a la dinastía, pero ese mismo día un número extraordinario del diario de mayor tirada, La Correspondencia de España, dio la noticia de que Amadeo I había renunciado al trono.

### La abdicación
El rey se vio obligado a firmar el decreto de reorganización del arma de artillería, que fue publicado el día 9, y al día siguiente, lunes 10 de febrero de 1873, renunció a la Corona. Este fue el mensaje que el rey envió a las Cortes:

[...] Dos años largos ha que ciño la Corona de España, y la España vive en constante lucha, viendo cada día más lejana la era de paz y de ventura que tan ardientemente anhelo. Si fuesen extranjeros los enemigos de su dicha, entonces, al frente de estos soldados tan valientes como sufridos, sería el primero en combatirlos; pero todos los que con la espada, con la pluma, con la palabra, agravan y perpetúan los males de la Nación son españoles, todos invocan el dulce nombre de la Patria, todos pelean y se agitan por su bien, y entre el fragor del combate, entre el confuso y atronador y contradictorio clamor de los partidos, entre tantas y tan opuestas manifestaciones de la opinión pública, es imposible atinar cuál es la verdadera, y más imposible todavía hallar el remedio para tamaños males. Lo he buscado ávidamente dentro de la ley, no lo he hallado. Fuera de la ley no ha de buscarlo quien ha prometido observarla. Nadie achacará a la flaqueza de ánimo mi resolución. No habría peligro que me moviera a desceñirme la corona si creyera que la llevaba en mis sienes para bien de los españoles: ni causó mella en mi ánimo el que corrió la vida de mi augusta esposa, que en este solemne momento manifiesta como yo el que en su día se indulte a los autores de aquel atentado. Pero tengo hoy la firmísima convicción de que serían estériles mis esfuerzos e irrealizables mis propósitos. Estas son, Sres. Diputados, las razones que me mueven a devolver a la nación, y en su nombre a vosotros, la corona que me ofreció el voto nacional, haciendo de ella renuncia por mí, por mis hijos y sucesores. Estad seguros de que al desprenderme de la Corona no me desprendo del amor a esta España, tan noble como desgraciada, y de que no llevo otro pesar que el de no haberme sido posible procurarle todo el bien que mi leal corazón para ella apatecía.-Amadeo-Palacio de Madrid, 11 de febrero de 1873

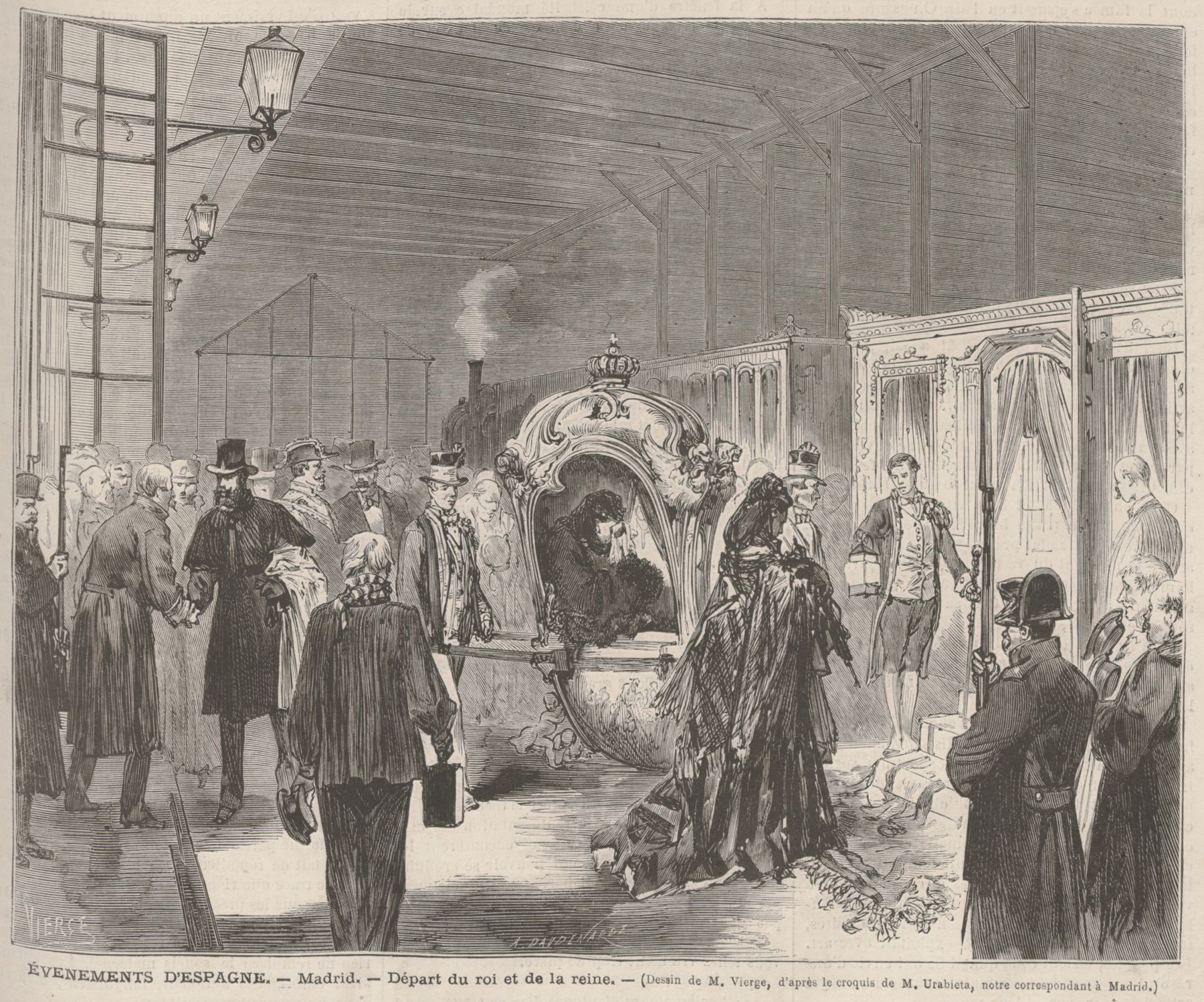
Partida de Amadeo y María Victoria dal Pozzo del país, dibujo de Vierge publicado en Le Monde Illustré el 22 de febrero de 1873.

Uno de los pocos revolucionarios de 1868 que acudieron a despedir a los reyes tras su renuncia a la Corona fue el almirante Topete, que había defendido la candidatura de Montpensier pero que se convirtió en un leal servidor de Amadeo I una vez fue elegido por las Cortes.
Según Jorge Vilches, la responsabilidad principal en la caída de la monarquía de Amadeo I recae en los radicales de Ruiz Zorrilla porque «tergiversaron la figura de la Corona en la monarquía constitucional que construyeron. La convirtieron en simple poder sancionador. Imposibilitaron la formación de un sistema de partidos dinásticos leales con el régimen y entre sí tanto en el gobierno como en la oposición. Alimentaron a los enemigos del régimen con sus alianzas electorales y parlamentarias y con el cuestionamiento de la legitimidad gubernamental conservadora. Echaron a los constitucionales de las instituciones, transformando la resolución de meros enfrentamientos programáticos a situaciones de cambio de régimen». Aunque también tienen su parte de responsabilidad Sagasta y Serrano y sus seguidores respectivos, el primero porque «estuvo remiso a la hora de la formación del Partido Conservador» y el segundo porque él y sus seguidores «enseguida consideraron fracasada la experiencia amadeísta, y no respaldaron al monarca cuando les invitó a palacio, despreciándole sólo porque su asistencia podía ser considerada como un apoyo al Gobierno de Ruiz Zorrilla». En conclusión, según Vilches, «la situación de los partidos, de los hombres de la revolución, fue la que condujo a que, sin apoyo ni salida pacífica legal, Amadeo I renunciara».

### La proclamación de la República
En cuanto el lunes 10 de febrero el diario La Correspondencia de España dio la noticia de que el rey había abdicado, los federales madrileños se agolparon en las calles pidiendo la proclamación de la república. El gobierno se reunió y en su seno las opiniones estaban divididas entre el presidente y los ministros de procedencia progresista, que pretendían constituirse en gobierno provisional para organizar una consulta al país sobre la forma de gobierno —postura que también apoyaba el Partido Constitucional, porque de esa forma no se produciría la proclamación inmediata de la República—, y los ministros de procedencia demócrata encabezados por Cristino Martos y apoyados por el presidente del Congreso de los Diputados, Nicolás María Rivero, que se decantaban por la reunión conjunta del Congreso y del Senado que constituidos en Convención decidirían la forma de gobierno, lo que conduciría a la proclamación de la República dada la mayoría que formaban en ambas cámaras la suma de republicanos federales y de radicales de procedencia demócrata.
El presidente Ruiz Zorrilla acudió al Congreso de Diputados para pedir a los diputados de su propio partido, que tenían la mayoría absoluta en la Cámara, que aprobaran la suspensión de las sesiones al menos veinticuatro horas, las suficientes para restablecer el orden. Asimismo pidió que no se tomara ninguna decisión hasta que llegara a las Cortes el escrito de renuncia a la Corona del rey Amadeo I y anunció que el gobierno presentaría un proyecto de Ley de Abdicación. Con todo ello Ruiz Zorrilla pretendía ganar tiempo, pero fue desautorizado por su propio ministro de Estado Cristino Martos cuando dijo que en cuanto llegara la renuncia formal del rey el poder sería de las Cortes y «aquí no habrá dinastía ni monarquía posible, aquí no hay otra cosa posible que la República». Así se aprobó la moción del republicano Estanislao Figueras para que las Cortes se declararan en sesión permanente, a pesar del intento de Ruiz Zorrilla de que los radicales no la apoyaran. Mientras tanto el edificio del Congreso de los Diputados había sido rodeado por una multitud que exigía la proclamación de la República, aunque la Milicia Nacional logró disolverla.

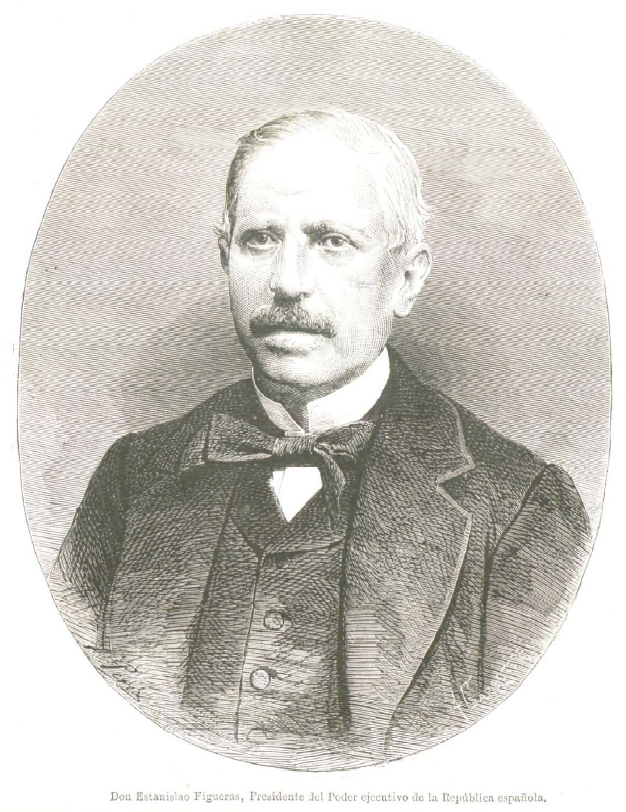
Estanislao Figueras, primer presidente del Poder Ejecutivo de la Primera República Española.

Al día siguiente, martes 11 de febrero, los jefes de distrito republicanos amenazaron al Congreso de los Diputados con que si no proclamaban la República antes de las tres de la tarde iniciarían una insurrección. Los republicanos de Barcelona enviaron un telegrama a sus diputados en Madrid en el mismo sentido. Entonces los ministros demócratas encabezados por Martos, junto con los presidentes del Congreso y del Senado, Rivero y Figuerola, decidieron que se reunieran ambas Cámaras, ante las cuales se leyó la renuncia al trono de Amadeo I, y a continuación, ante la ausencia del presidente del gobierno Ruiz Zorrilla, el ministro de Estado Martos anunció que el gobierno devolvía sus poderes a las Cortes con lo que éstas se convertían en Convención y asumían todos los poderes del Estado. Entonces varios diputados republicanos y radicales presentaron una moción para que las dos cámaras, constituidas en Asamblea Nacional, aprobaran como forma de gobierno la República y eligieran un Poder Ejecutivo responsable ante aquella.
A las tres de la tarde del 11 de febrero de 1873, el Congreso y el Senado, constituidos en Asamblea Nacional, proclamaron la República por 258 votos contra 32:

"La Asamblea Nacional resume todos los poderes y declara como forma de gobierno de la Nación la República, dejando a las Cortes Constituyentes la organización de esta forma de gobierno...”

Tras un receso de tres horas volvieron a reunirse las Cámaras para nombrar presidente del Poder Ejecutivo al republicano federal Estanislao Figueras que estaría al frente de un gobierno pactado entre los radicales y los republicanos federales e integrado por tres republicanos —Emilio Castelar en Estado; Francisco Pi y Margall en Gobernación; y Nicolás Salmerón en Gracia y Justicia— y cinco radicales —José Echegaray en Hacienda; Manuel Becerra en Fomento; Francisco Salmerón en Ultramar; el general Fernández de Córdoba en Guerra y el almirante Beránger en Marina—. Cristino Martos fue elegido presidente de la autoproclamada Asamblea Nacional, «el verdadero poder en una situación de Convención», por 222 votos frente a los 20 que reunió Nicolás María Rivero.

## Valoración
Según Jorge Vilches, la monarquía de Amadeo I fracasó por "la dificultad de combinar con realismo la monarquía constitucional y la democracia", ya que la Constitución de 1869 no instauró una monarquía parlamentaria sino que la atribución del "nombramiento del gobierno a la Corona y no al Parlamento señala que aún se estaba en una fase «pre-parlamentaria» de la historia constitucional". Así pues,

se había instaurado una democracia, pero la responsabilidad que se dejaba caer sobre la Corona era mayor que en el régimen anterior. La posibilidad de cumplir con tal papel dependía de que el sistema de partidos fuera centrípeto y coincidente en el objetivo superior de estabilizar el régimen. Pero en su lugar se construyó uno polarizado en cuestiones fundamentales, como el carácter legislable de los derechos o la pacificación de Cuba, llegando a la identificación partidista de las instituciones, al exclusivismo, a la ruptura del equilibrio entre poderes, a la alianza con los partidos contrarios al régimen y, finalmente, a la puesta en práctica de la accidentalidad de las formas de gobierno